# Troupes coloniales et indigènes allemandes entre 1890 et 1918
Les Troupes coloniales et indigènes allemandes constituent la force armée chargée de la protection et de la défense de l'Empire colonial allemand entre les années 1890 et 1918. Elles prirent notamment part à la Première Guerre mondiale au terme de laquelle elles disparurent après la défaite militaire de l'Empire allemand et le partage de ses colonies entre les nations alliées.

## Constitution de l'Empire colonial allemand
Après la fondation de l'Empire allemand en 1871, les autorités politique du nouvel état consacrèrent dans un premier temps tous leurs efforts à la consolidation politique, militaire et économique intérieure. Ce ne fut qu'au début des années 1880 - après la construction d'une indispensable Marine impériale allemande en 1878 - que l'Empire allemand entama son expansion coloniale par la création de l'Union coloniale allemande (Deutscher Kolonialverein, 1882-1883), composée de capitaux privés. Et, sous la férule prudente et pragmatique du Chancelier Otto von Bismarck, fort soucieux de ne pas s'attirer l'inimitié britannique et d'éveiller le « revanchardisme » français par des aventures inconsidérées, la création de cet Empire colonial allemand ne se fit pas, comme pour l'Espagne de la Renaissance ou ces deux dernières Puissances, par le biais de campagnes et conquêtes militaires mais par celui d'une habile politique d'instauration de Protectorats impériaux sur des domaines acquis ou constitués par des sociétés d'investissements coloniaux privées. Ce ne fut qu'au début des années 1890 que l'Empire leva ses premières troupes coloniales - les Schutztruppen - bientôt épaulées en Afrique de contingents indigènes - les Askaris.
La sécurité dans les colonies allemandes du Pacifique -  Nouvelle-Guinée incluant l'archipel Bismarck, îles du Pacifique nord, Samoa, etc. - était assuré par de petits détachements de police locale à recrutement indigène. La concession coloniale allemande de Jiaozhou en Chine était quant à elle sous administration militaire de la Marine impériale allemande et protégée par des milices privées financées par les compagnies allemandes (cfr infra) et par les troupes du   III. Seebataillon qui y tenait garnison, les autres unités d'infanterie de Marine y envoyant ponctuellement des détachements embarqués - certains éléments étant aussi stationnés dans ces possessions du Pacifique (idem).

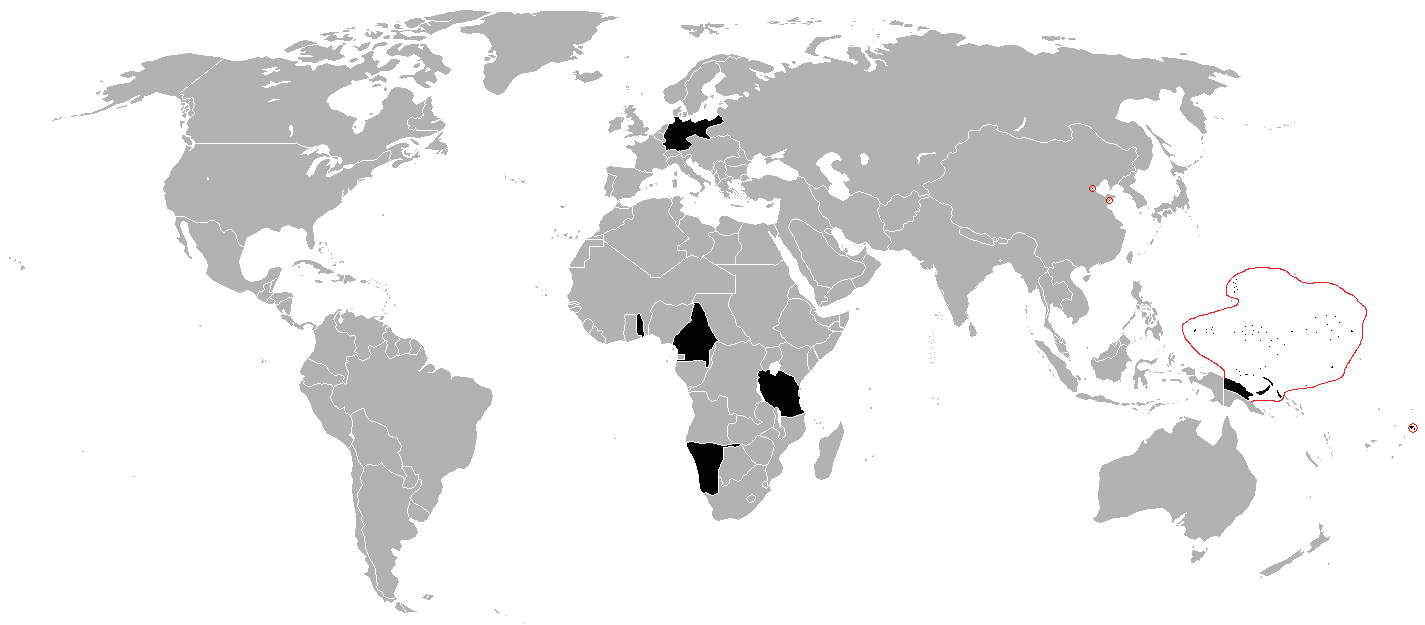
Apogée de l'empire colonial allemand en 1914

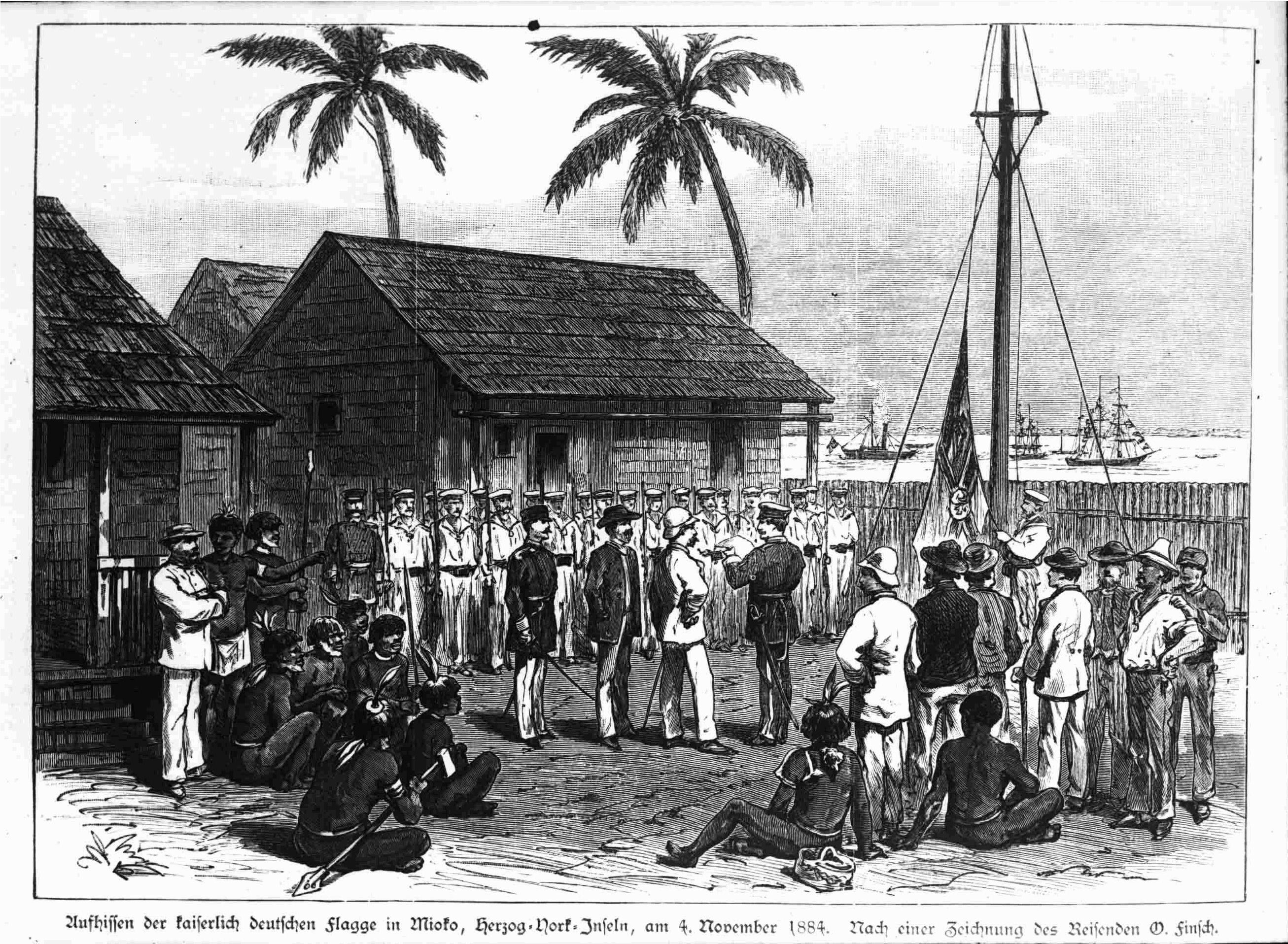
Le drapeau impérial est hissé sur l'île de Mioko dans l'archipel Bismarck : les honneurs sont rendus par un détachement de marins

## Schutztruppen

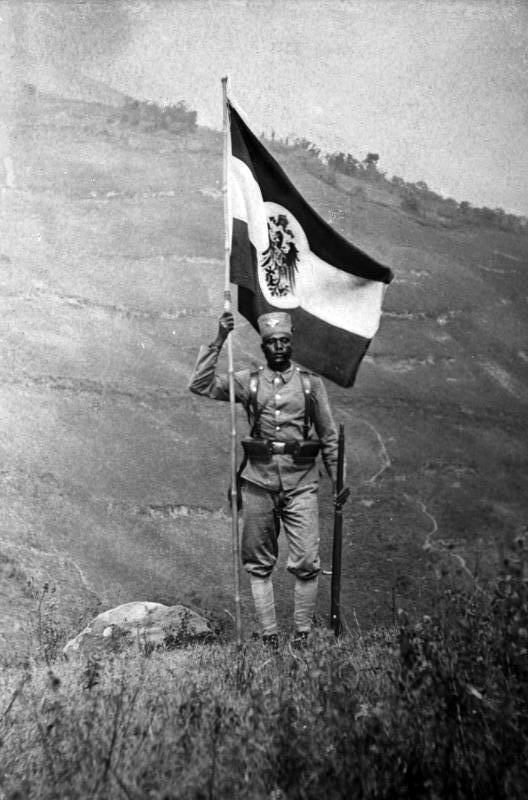
Un porteur de drapeau Askari en Afrique orientale allemande, cliché daté de 1906.

Détail du Reichkolonialflagge

Les Schutztruppen (All., litt. : troupes de protection) constituaient les forces armées chargées de la sécurité et de la défense des colonies africaines de l'Empire allemand de la fin des années 1880 jusqu'à la fin de la Première Guerre mondiale qui marqua la disparition de l'Empire colonial allemand. Chaque colonie allemande disposait de sa propre Schutztruppe qui, comparable aux autres forces coloniales, était constituée de volontaires européens - parfois issus des armées métropolitaines des états constituant l'Empire - et africains des colonies encadrés d'officiers sans brevet ainsi que d'officiers médicaux et vétérinaires.
Ces Schutztruppen ne constituaient cependant pas un corps autonome d'infanterie coloniale allemande à l'instar par exemple des Légions étrangères française et espagnole. Elles ne dépendaient d'ailleurs pas du Ministère de la Guerre, mais des administrations responsables de la gestion du domaine colonial et ne faisaient pas partie de l'armée impériale.
En Afrique orientale allemande, les engagés indigènes devinrent rapidement célèbres sous le nom d’« askaris » - désignation qui s'étendit finalement à toutes les troupes de volontaires africains. Elles servaient également comme forces de police et de maintien de l'ordre dans les colonies -  les Polizeiaskaris.
Ainsi les troupes de protection de l'Afrique orientale ont été créées en 1891 à partir de mercenaires enrôlés par Hermann von Wissmann en 1889.
La Schutztruppe de l'Afrique orientale allemande fut établie par un acte du Reichstag daté du 22 mars 1891 et par la suite, un deuxième fut institué le 9 juin 1895 pour les forces coloniales d'Afrique occidentale allemande (Togoland et Kamerun) et du Sud-Ouest africain allemand.
Les formations des Schutztruppen ne firent jamais partie, d'un point de vue organisationnel, de l'armée impériale et de la marine allemande (sauf quelques années au début pour l'Afrique orientale). Aucune troupe coloniale ou indigène allemande ne fut par ailleurs engagée sur les fronts européens ou russe pendant la Grande Guerre, contrairement aux troupes coloniales des autres belligérants. En raison des combats sur place dans les colonies, les troupes coloniales allemandes n'ont pas eu la possibilité matérielle d'aller combattre sur les fronts européens. Leur histoire se termine en 1919 avec la liquidation de l'empire colonial allemand à la fin de la Première Guerre mondiale.
En 1896, le quartier général de la Schutztruppe fut établi à Berlin, dans la Mauerstraße, à proximité de l'Office impérial aux Colonies. Une mutinerie en 1894 montre que la loi et les règles de discipline militaire allemande étaient appliquées dans la Schutztruppe.
Le Togoland n'a jamais eu de Schutztruppe, mais une Polizeitruppe (voir ci-après).

## Polizeitruppen

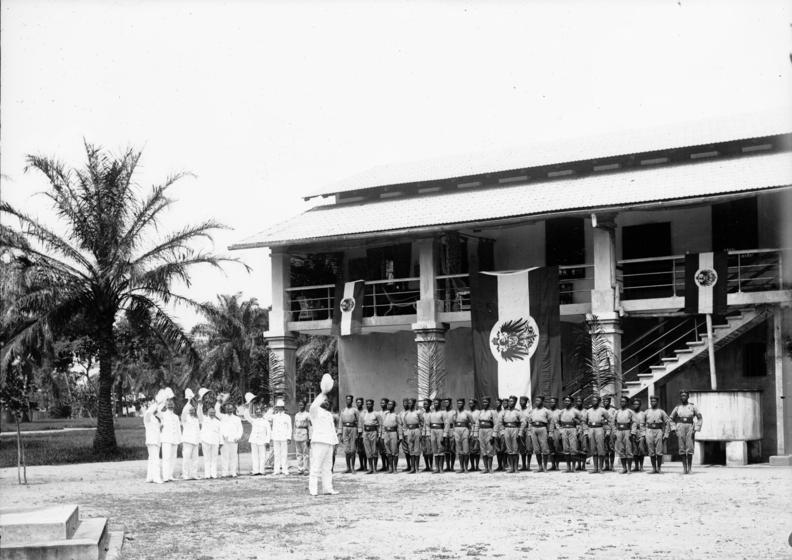
Polizeitruppe à Douala au Kamerun lors d'une prise d'armes à l'occasion de l'anniversaire du Kaiser en 1901.
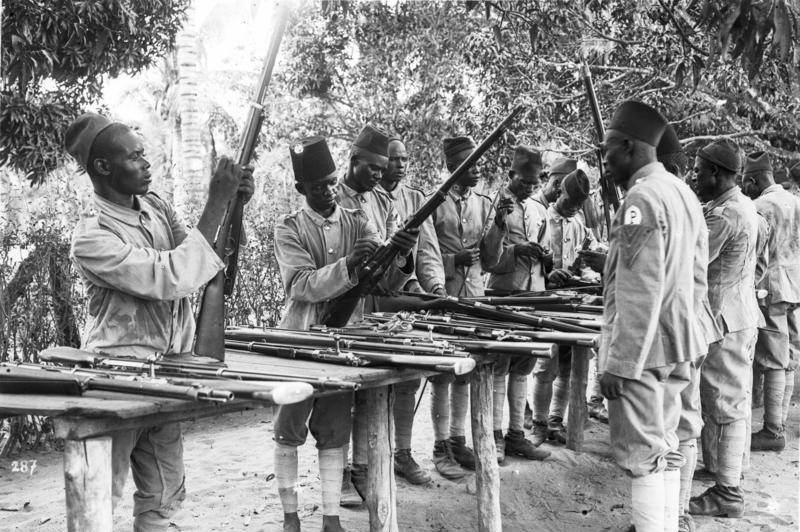
Des auxiliaires de police (Polizeiaskaris) en Afrique orientale en 1906.
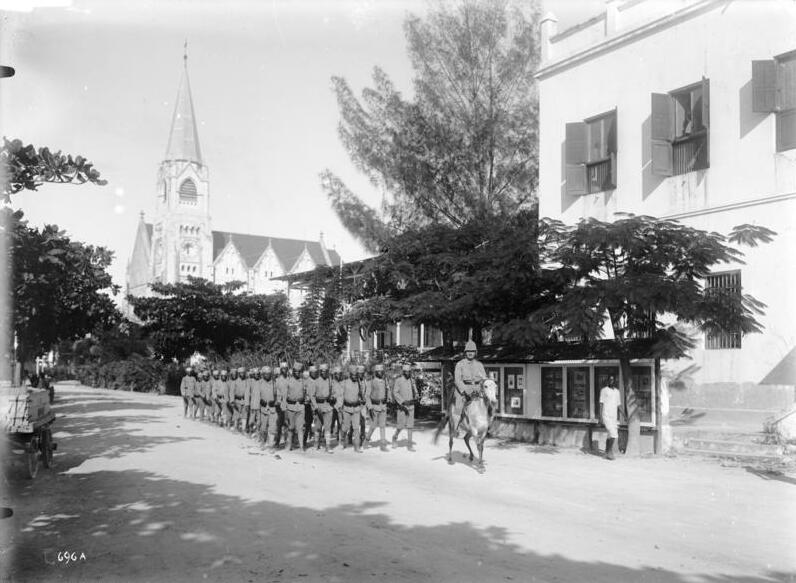
Polizeitruppe à Dar es Salam en 1906
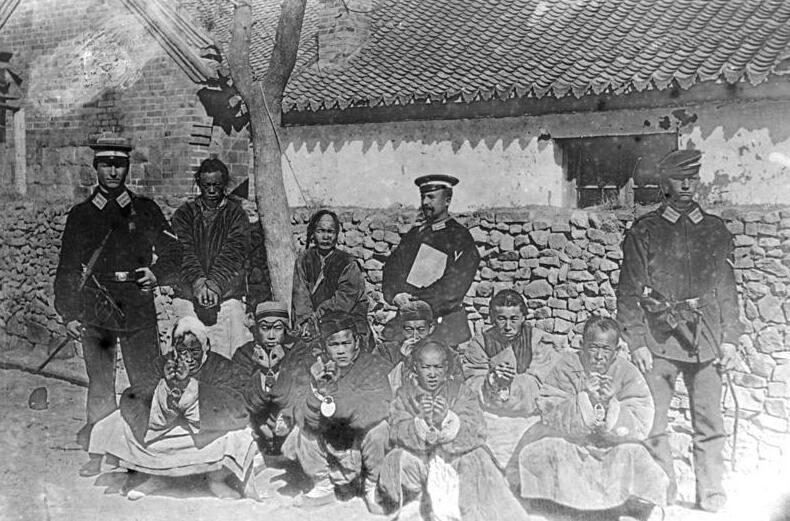
Des policiers allemands dans les concessions chinoises surveillant des bandits chinois capturés.

## Askaris et auxiliaires indigènes

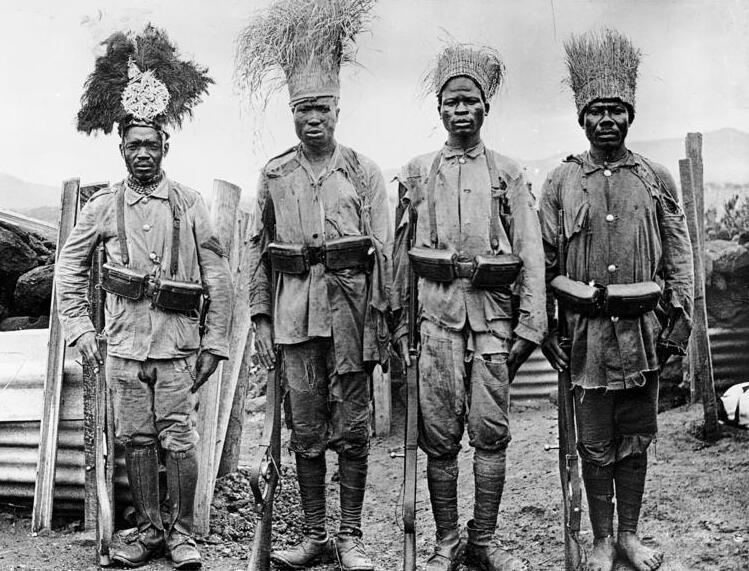
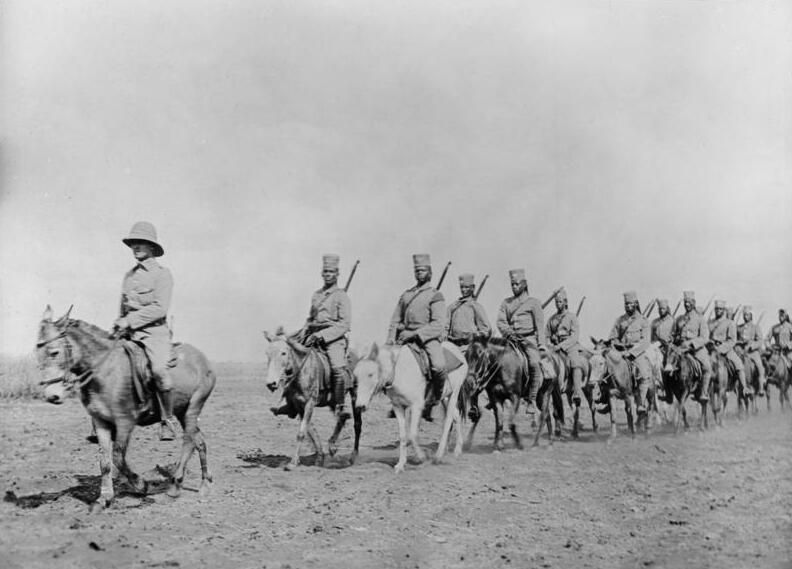
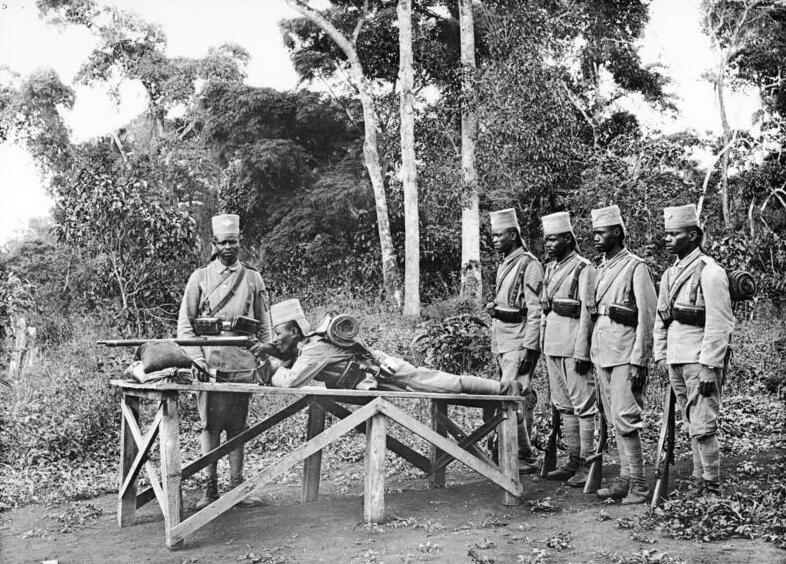

## Effectifs et organisation

### Afrique
À la veille de la Première Guerre mondiale, il y avait trois commandements de Schutztruppen en Afrique à savoir un pour chaque région coloniale : Est, Ouest et Sud-Ouest.
- Afrique orientale allemande

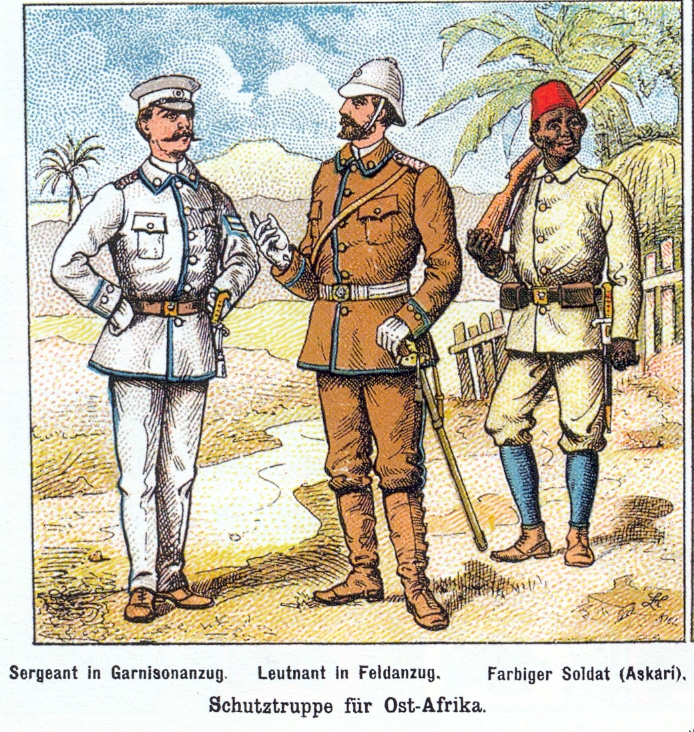
La Schutztruppe en Afrique orientale allemande en 1901

À la déclaration de la Première Guerre mondiale en 1914, les Schutztruppe d'Afrique orientale allemande furent organisés en 14 compagnies terrestres ou « Feldkompagnien » comprenant un total de 2 500 hommes, avec des quartiers-généraux situés dans la capitale de Dar es Salaam. Incluant divers éléments supplémentaires, tels des transporteurs et simples travailleurs, les Schutztruppe totalisaient approximativement 14 000 hommes. Le 13 avril 1914, le lieutenant-colonel Paul Emil von Lettow-Vorbeck assuma le commandement et l'entrainement de cette formation en Afrique orientale allemande. Il mena par la suite ses unités sur les champs de bataille de la Première Guerre mondiale, en étant finalement promu au grade de "Generalmajor". Les Schutztruppe d'Afrique orientale allemande furent les dernières formations à se rendre; plusieurs jours après l'armistice de novembre 1918.
Une compagnie de Schutztruppe d'avant 1914 était constituée de 160 hommes (parfois pouvant atteindre 200 soldats) répartis dans trois sections appelées "Züge" de 50 à 60 unités chacune, incluant deux équipes de mitrailleurs. Chacune des 14 compagnies comprenait également un contingent de 250 porteurs minimum. Ces derniers étaient pour la grande majorité des indigènes recrutés sur place et connus sous le nom de Ruga-Ruga.
Voici la liste détaillée de ces 14 compagnies:
| - 1re Compagnie, en allemand "Kompagnie": Arusha/Neu Moshi - 2e Compagnie: Iringa et Unbena - 3e Compagnie: Lindi - 4e Compagnie: Kilimatinde et Singida - 5e Compagnie: Massoko - 6e Compagnie: Udjidiji et Kassulo - 7e Compagnie: Bukoba, Ussuwi et Kifumbiro | - 8e Compagnie: Tabora - 9e Compagnie: Usumbura - 10e Compagnie: Dar es Salaam - 11e Compagnie: Kissenji et Mruhengeri - 12e Compagnie: Mahenge - 13e Compagnie: Kondoa Irangi - 14e Compagnie: Muansa et Ikoma |

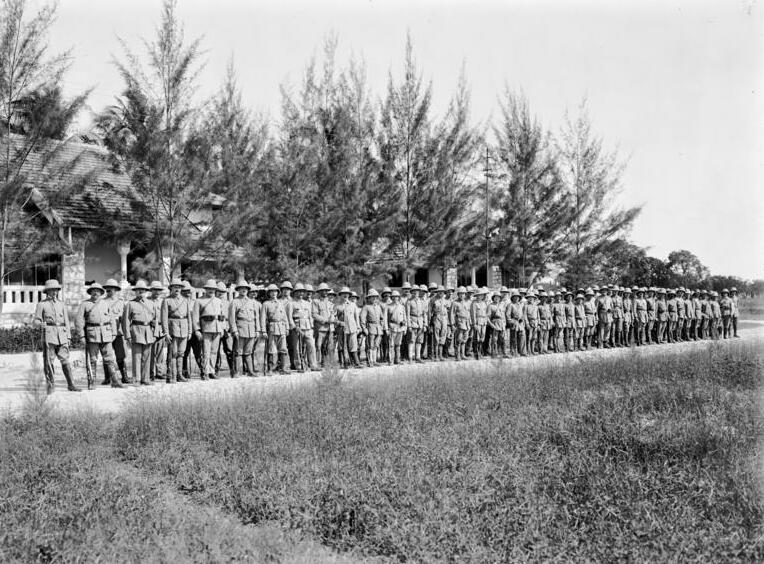
La Schutztruppe - ici un contingent colonial de volontaires - en Afrique orientale allemande, 1914.
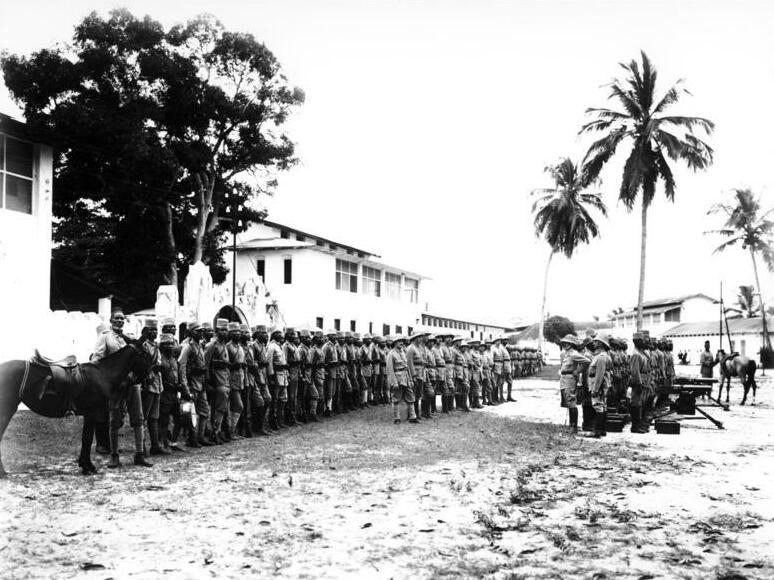
Une compagnie formée de volontaires indigènes. Afrique orientale allemande, 1914.
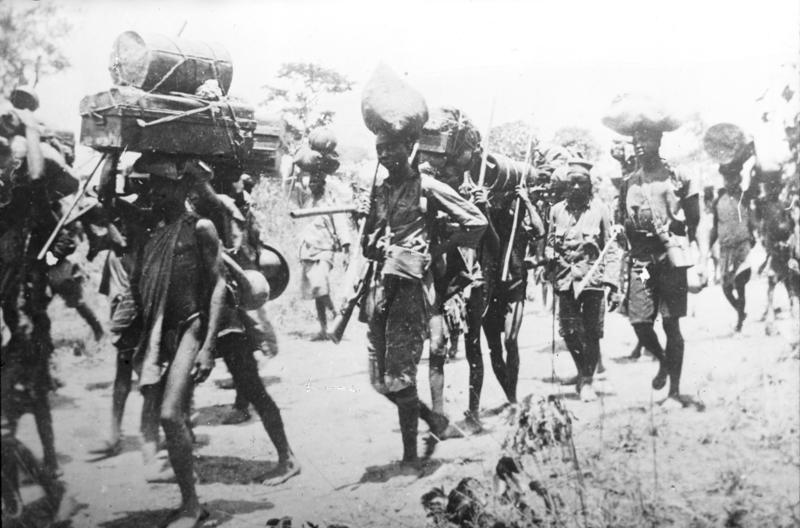
Porteurs attachés à la Schutztruppe en Afrique orientale allemande, 1899.

La 10e garnison, à savoir celle de "Dar es Salaam" intégra par la suite un bureau de recrutement, un service de transmissions et également un intendant militaire.
Des forces supplémentaires vinrent s'ajouter progressivement aux Schutztruppe. Ainsi, 260 allemands et 2472 africains, à savoir 68 officiers, 60 adjudants et sous-officiers ainsi que 132 sous-officiers médicaux, des administrateurs, des techniciens en armement, 2 officiers et 184 sous-officiers africains et enfin 2 286 Askaris.
Durant la Grande Guerre, une 15e compagnie fut créé à travers l'ajout de 30 unités supplémentaires à ce corps des Schutztruppe, plus quelques éléments de compagnies temporaires, notamment des "Schützenkompagnies" (compagnies de fusiliers) appartenant au 8e régiment. Les "Schützenkompagnies" étaient à l'origine composées de colons blancs, de leurs fils, de propriétaires de plantations et d'employés de compagnies commerciales, c'est-à-dire des volontaires pour la majorité, mais certaines unités devinrent mixtes et assimilèrent blancs et noirs quand la guerre s'éternisa. De nombreux petits détachements furent ainsi formés.
- Sud-Ouest africain allemand

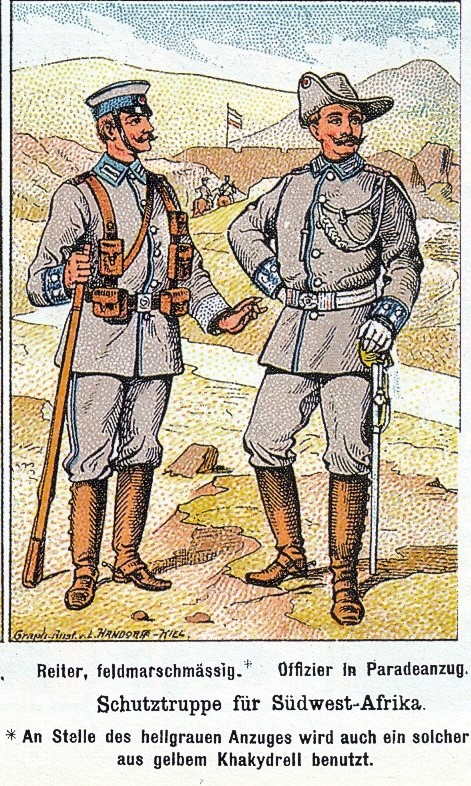
Schutztruppe du Sud-ouest africain allemand

Les Schutztruppe du Sud-Ouest africain allemand étaient structurés en 12 compagnies d'infanterie mobile totalisant 1 500 hommes, avant tout des allemands. La 7e compagnie, stationnée dans la zone désertique au nord de la colonie, était montée sur des chameaux en provenance d'autres colonies. Une seule unité, appelée la Basterkompagnie, composée d'africains, fut mise en place et déployée. Les relations entre l'administration allemande et les autochtones présents dans cette colonie avaient été progressivement détériorées à tel point que peu d'africains locaux furent recrutés. Cependant, les Boers et les Afrikaners se joignirent entre eux pour reprendre leur lutte contre le Royaume-Uni.
Les forces coloniales du Sud-Ouest africain allemand étaient constituées de volontaires de l'armée et de la marine impériale (incluant notamment des autrichiens), mais essentiellement constitués de membres de régiments allemands. Avant leur déploiement en Afrique, ces troupes furent préparées à leurs futures missions de défense ainsi qu'à leur futur environnement militaire. Un de ces lieux d'entrainement était la base située à Karlsruhe. Grâce aux conditions climatiques dans la vallée du Haut-Rhin du grand-duché de Bade, alliant chaleur et humidité, la zone fournissait une acclimatation rapide, semblable au climat que l'on pouvait retrouver dans le Sud-Ouest africain allemand.
La structuration des forces militaires de la région était la suivante :
Le siège du commandement se trouvait à Windhuk (aujourd'hui Windhoek, actuelle capitale de la république de Namibie), et se composait de quartiers généraux, de tribunaux et de cabinets d'avocats, de corps médicaux ainsi que des unités spécialisées dans la topographie (arpentage et réalisation de cartes).
Commandement du district nord: Windhuk
| - Quartiers généraux locaux : Windhuk - Quartiers généraux locaux et intendant militaire : Swakopmund - 1re Compagnie : Regenstein, Seeis - 4e Compagnie : Okanjande - 6e Compagnie : Outjo et Otavi - 2d Batterie : Johann-Albrechts-Höhe - 1re section de transport : Karibib | - Bureau d'approvisionnement : Karibib - Écuries : Okawayo - Artillerie et dépôt ferroviaire : Windhuk - Hôpital militaire et centre médical : Windhuk - Dépôt des vêtements : Windhuk |

Commandement du district sud : Keetmanshoop
| - Quartiers généraux locaux et intendant militaire : Lüderitz - 2d Compagnie : Ukamas - 3e Compagnie : Kanus - 5e Compagnie : Chamis et Churutabis - 7e et 8e Compagnie (cavalerie sur chameaux), hôpital militaire : Gochas et Arahoab - 1re Batterie : Narubis - 3e Batterie : Gibeon - 2d section de transport : Keetmanshoop | - Artillerie et dépôt ferroviaire : Keetmanshoop - Hôpital militaire et centre médical : Keetmanshoop - Dépôt des vêtements : Keetmanshoop - Bureau d'approvisionnement : Keetmanshoop - Administration des garnisons : Keetmanshoop - Écuries : Aus - « Haras » des chameaux : Kalkfontein |

À la veille de la Première Guerre mondiale, les forces totalisaient 91 officiers, 22 médecins, 9 vétérinaires, 59 administrateurs civils, des techniciens en armement et de ravitaillement (en munitions), 342 sous-officiers ainsi que 1444 autres personnels provenant de divers rangs, soit un total de 1967 unités.

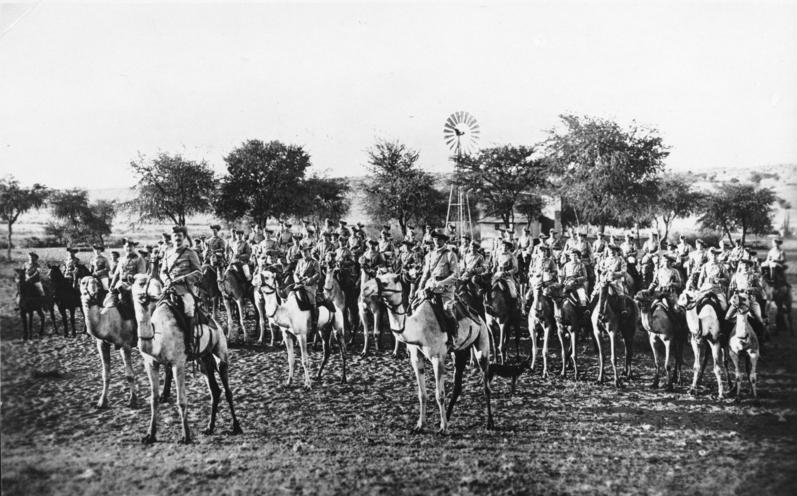
Chameliers du Sud-Ouest africain allemand en 1904.
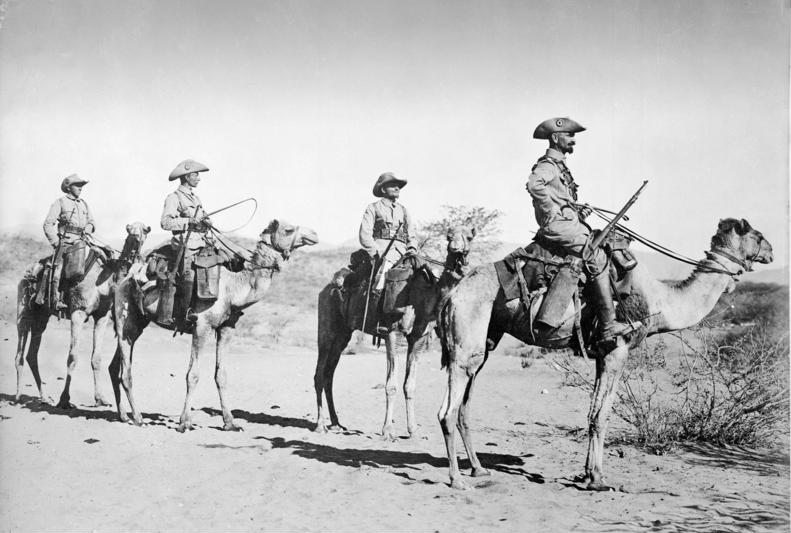
Patrouille sur chameaux. Sud-Ouest africain allemand, 1907.
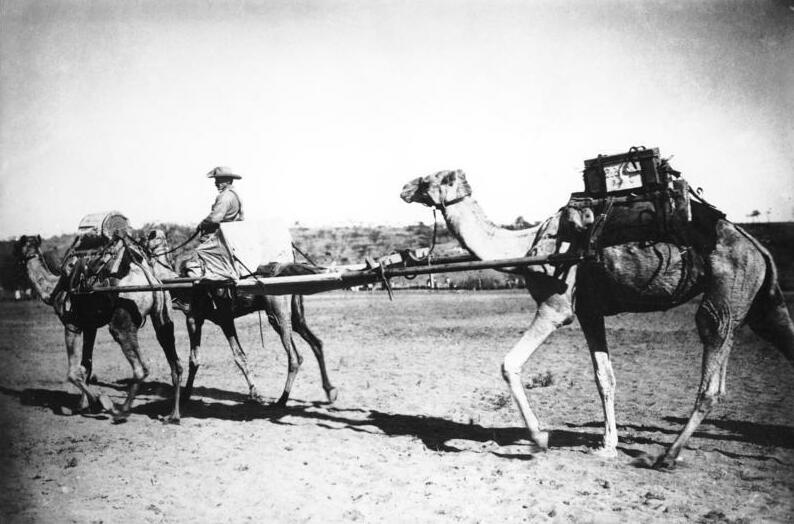
Ambulance chamelière.

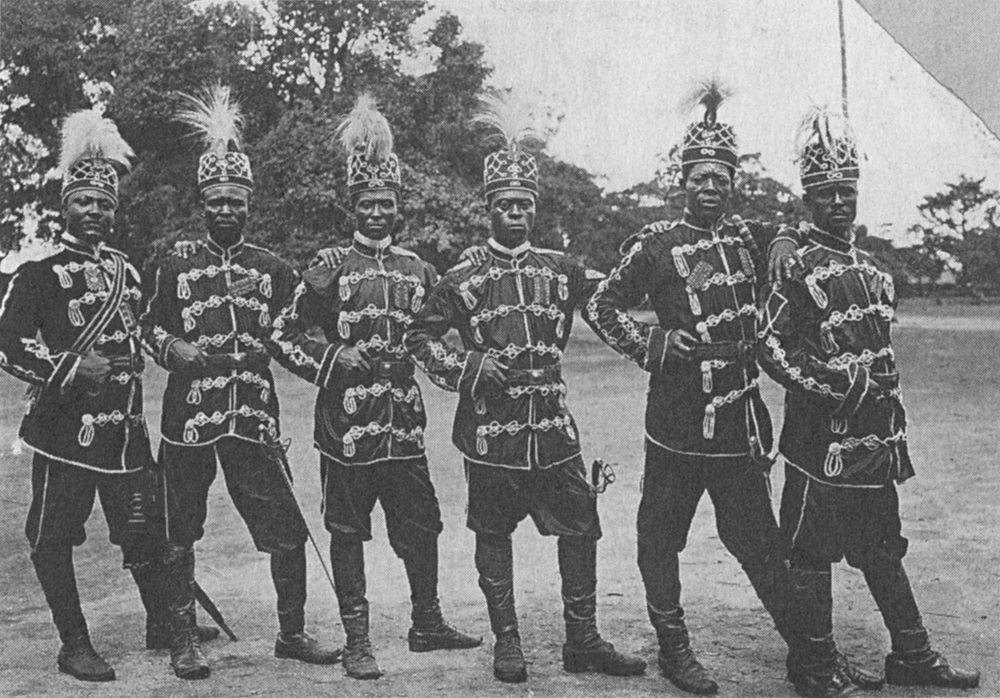
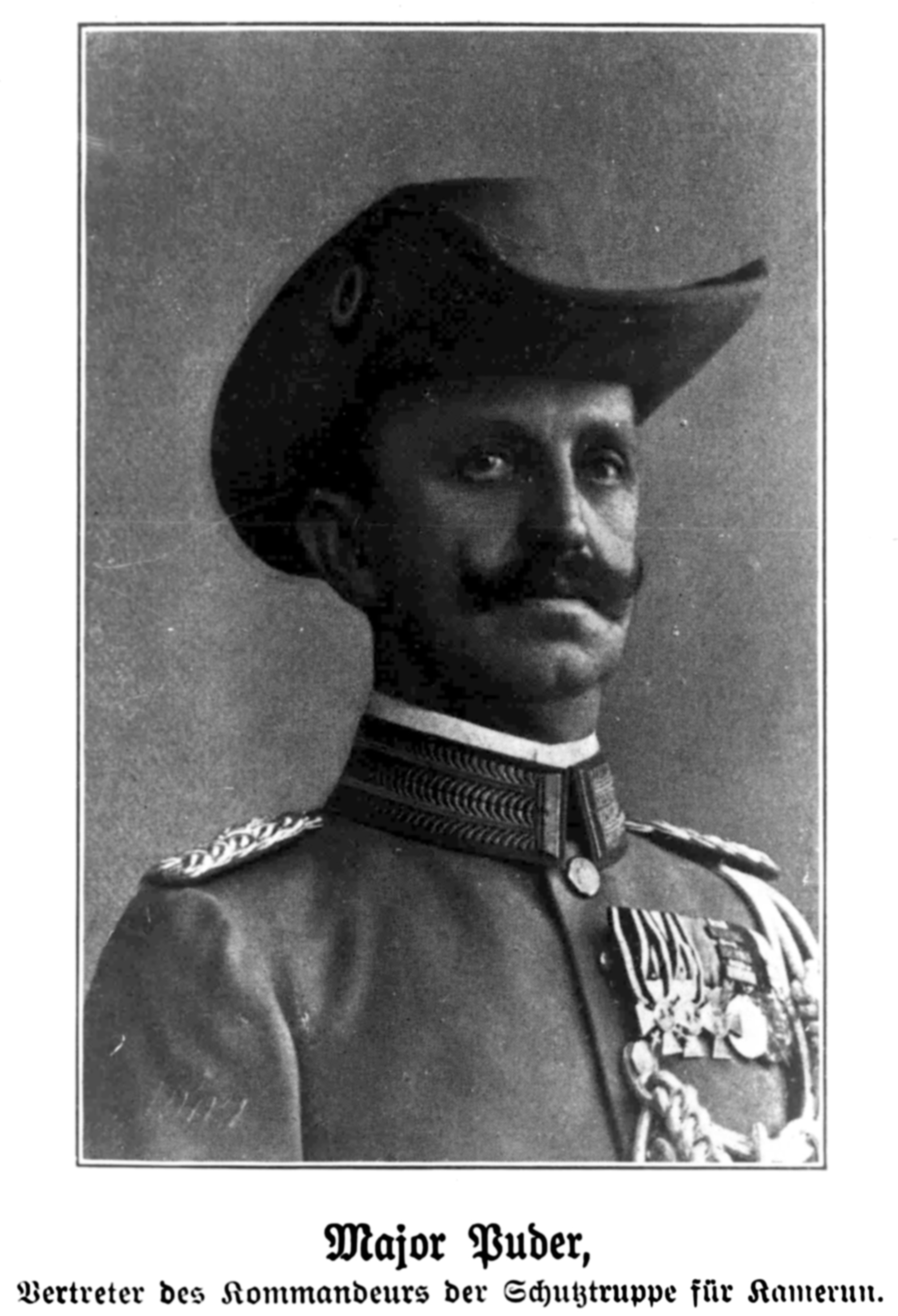
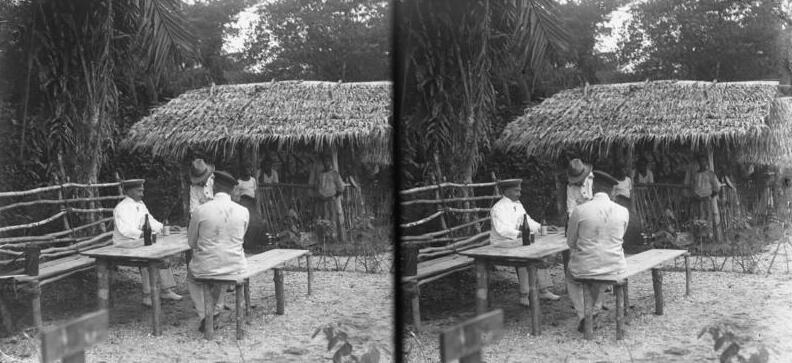
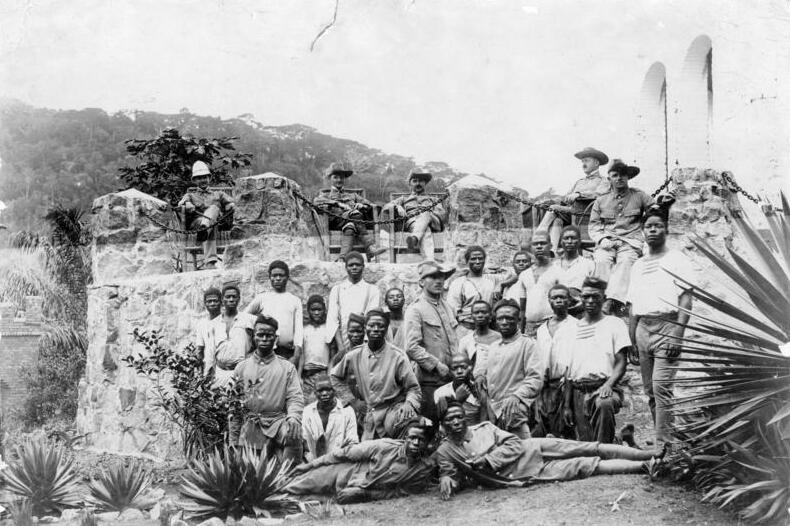

- Afrique occidentale allemande

Pour ce qui est de l'Afrique occidentale allemande, deux entités coloniales la constituaient, à savoir le Kamerun et le Togoland.
Les forces camerounaises en 1914 étaient composées de 12 compagnies, regroupant un total de 1 600 hommes avec un quartier général situé à Soppo et établi en 1894 pour se substituer à la force de police qui existait jusqu'alors depuis trois ans (formée en 1891).
La structuration des forces stationnées au Cameroun était la suivante :
Commandement central : Soppo près de la capitale Buea
| - 1re Compagnie (compagnie du QG) et détachement d'artillerie : Douala - 2d Compagnie : Bamenda, Wum et Kentu - 3e Compagnie : Mora et Kousséri - 4e Compagnie : (expédition/compagnie de topographie): Soppo - 5e Compagnie : Bouar et Carnot - 6e Compagnie : Mbaïki, Nola et Nguku | - 7e Compagnie : Garua, Marua et Mubi - 8e Compagnie : Ngaundere - 9e Compagnie : Dume et Baturi - 10e Compagnie : Ojem et Mimwoul - 11e Compagnie : Akoafim et Minkebe - 12e Compagnie : Bumo, Fianga, et Gore |

Ces compagnies étaient affectées à 49 garnisons au Cameroun et étaient constituées de 61 officiers, 23 médecins, 23 administrateurs civils, un certain nombre de techniciens spécialisés dans le ravitaillement en munitions, 98 sous-officiers allemands et de 1650 gradés africains engagés, soit un total de 1 855 personnes.
Quant au Togoland, une force de police de 673 hommes était déployée à travers l'ensemble de la colonie. 1 000 soldats étaient approximativement en place au déclenchement de la Première Guerre mondiale. Avec peu d'armes, de munitions et de provisions, ces derniers furent contraints de se rendre aux forces d'invasion françaises et britanniques dès la fin du mois d'août 1914.

### Chine

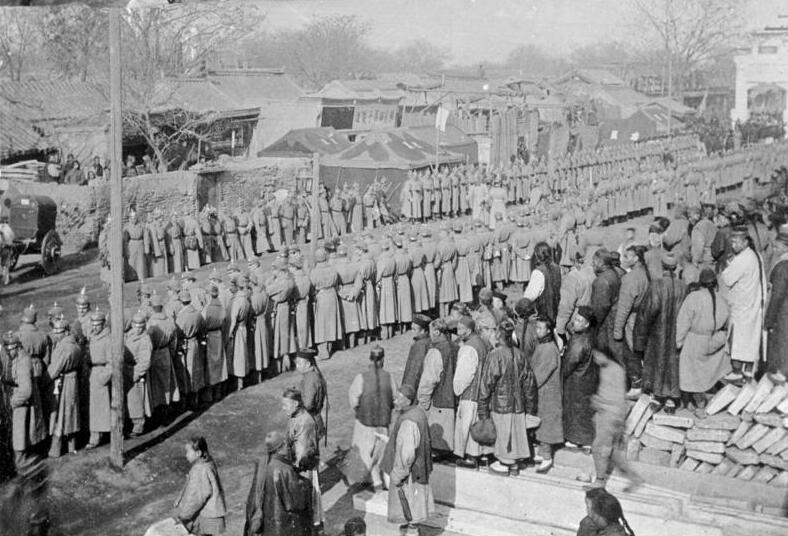
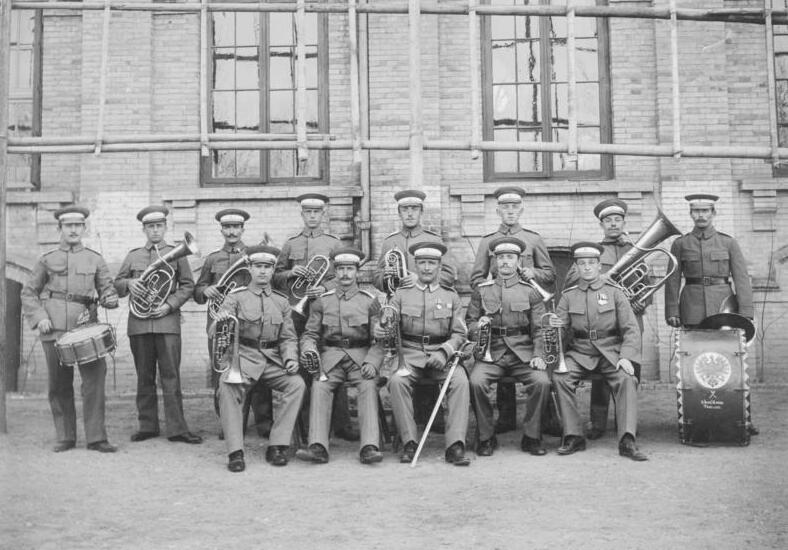
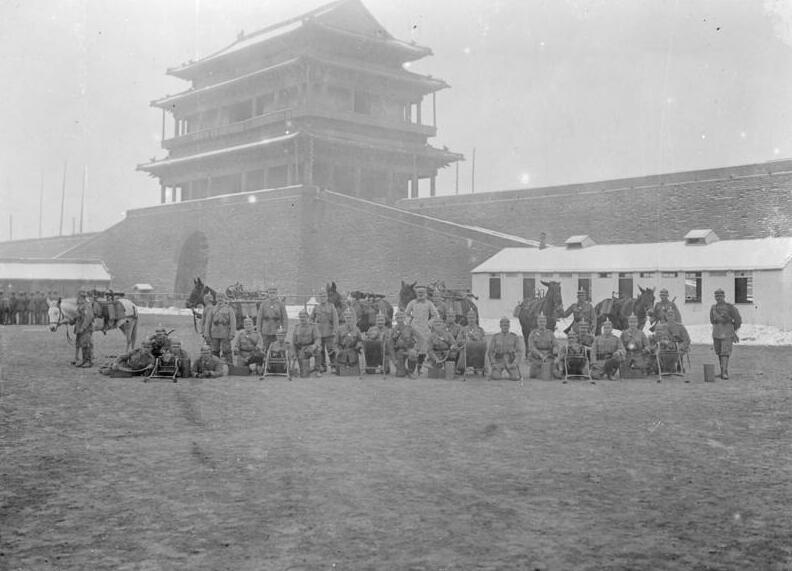
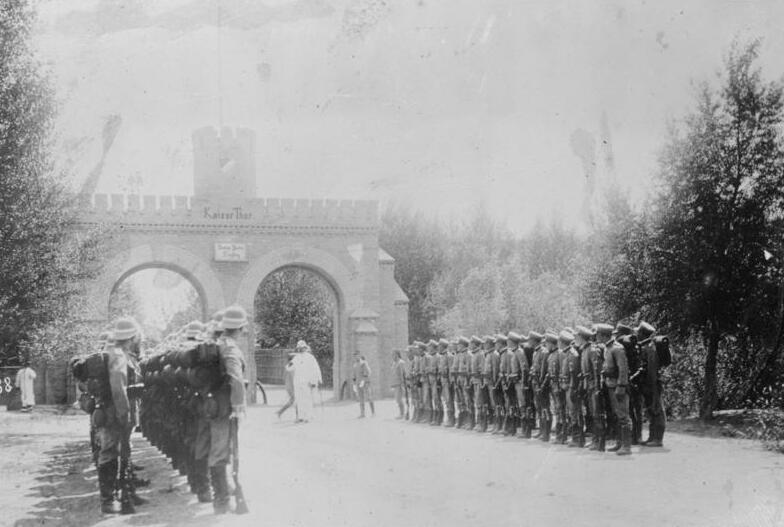

## Uniformes, équipement et armement

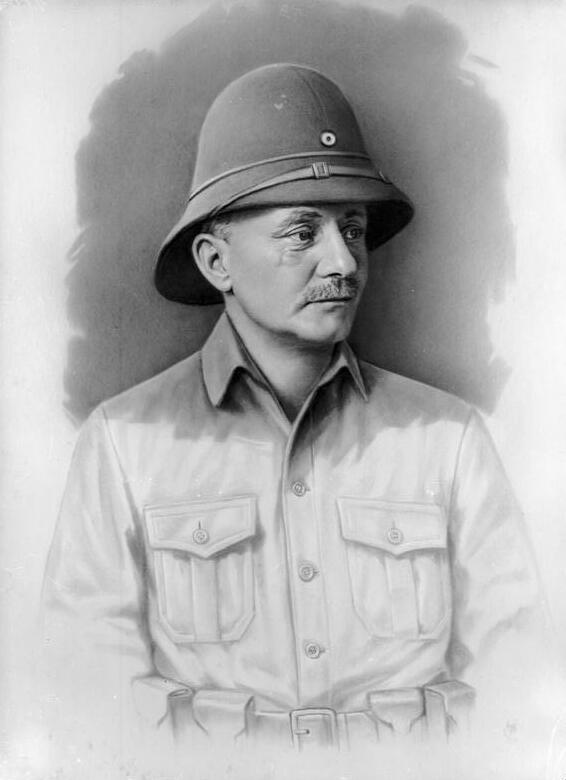
Paul Emil von Lettow-Vorbeck officier de l'Afrique de l'ouest.
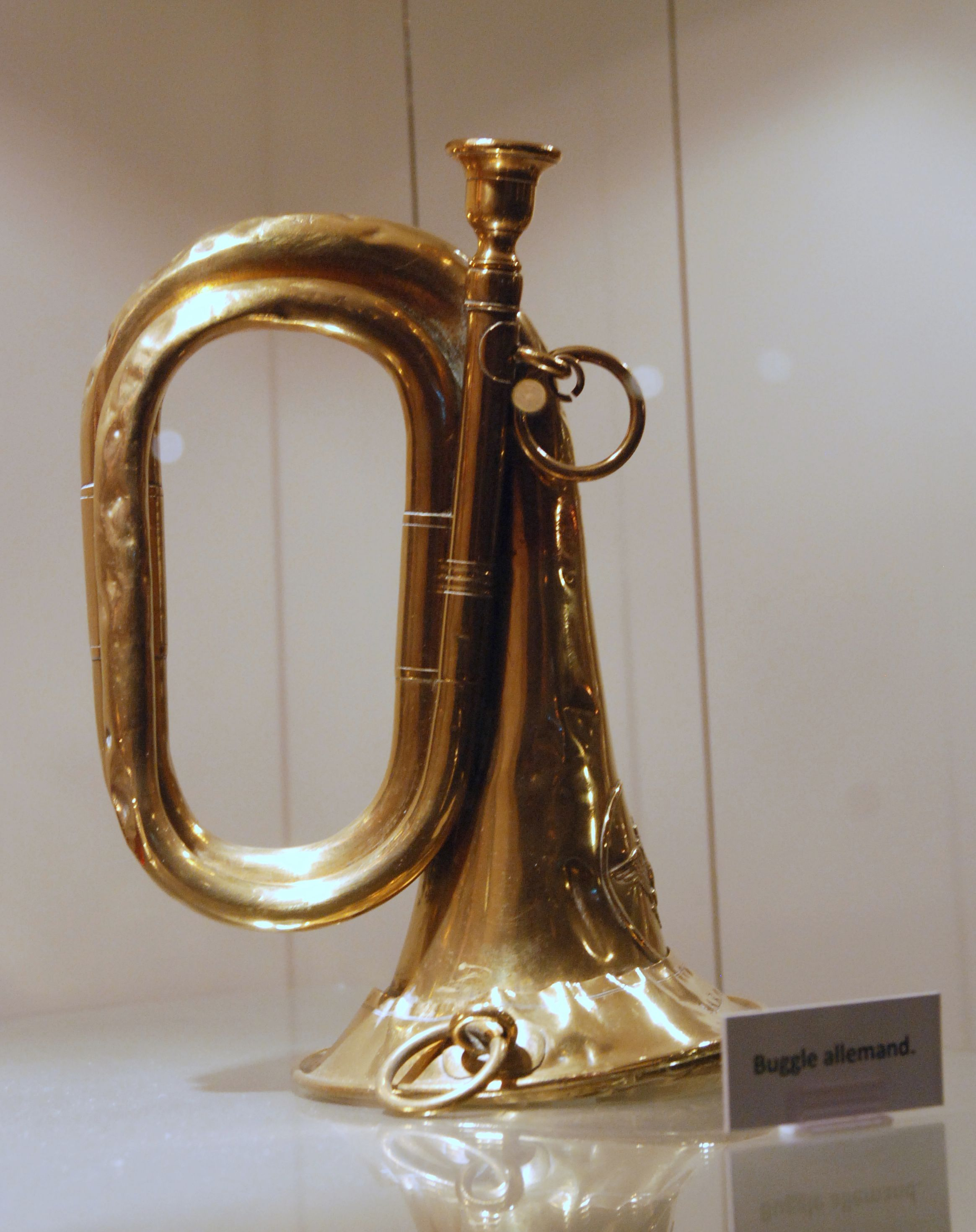
Bugle allemand (Mémorial de Verdun) .
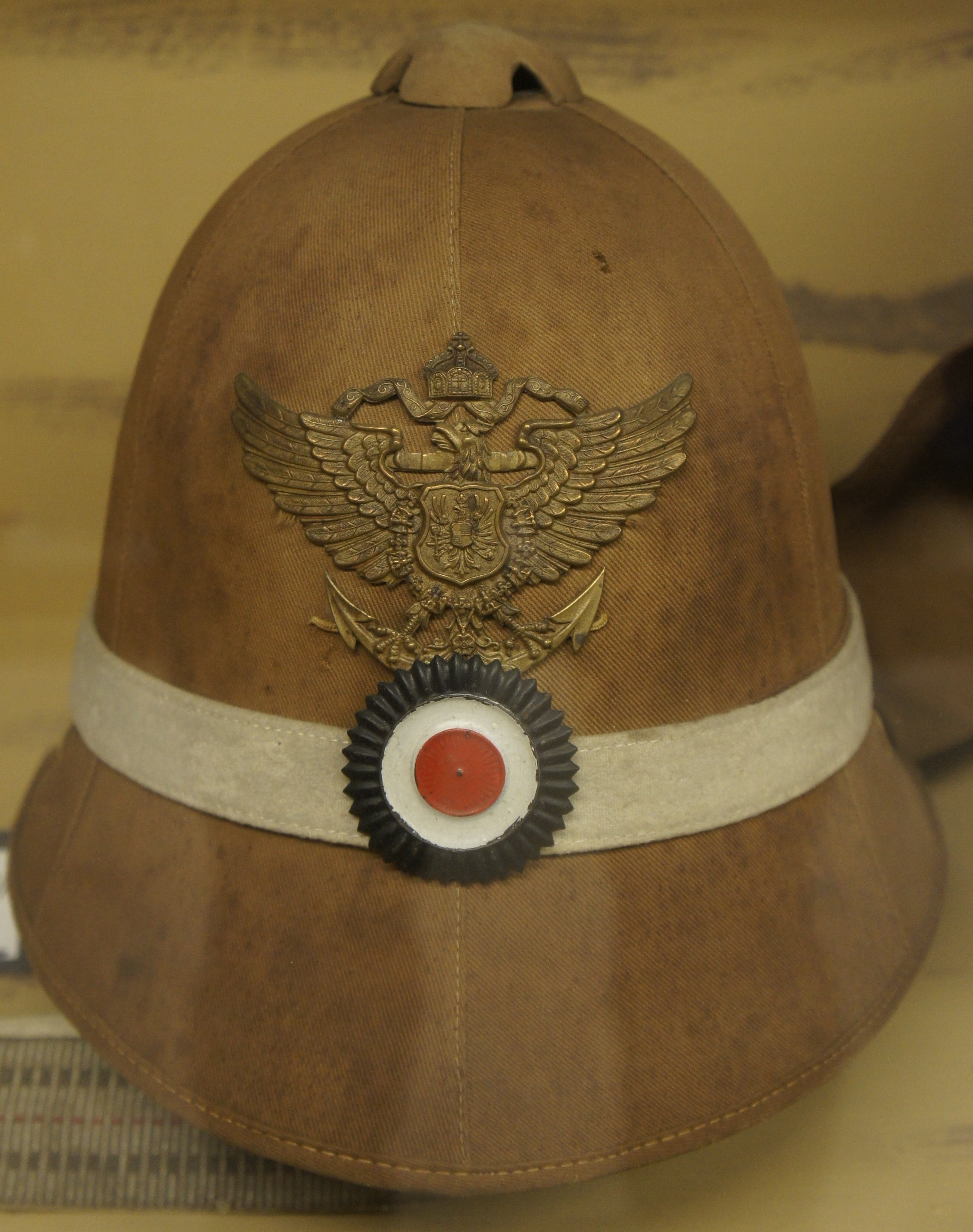
casque colonial, collection du Fort de la Pompelle.
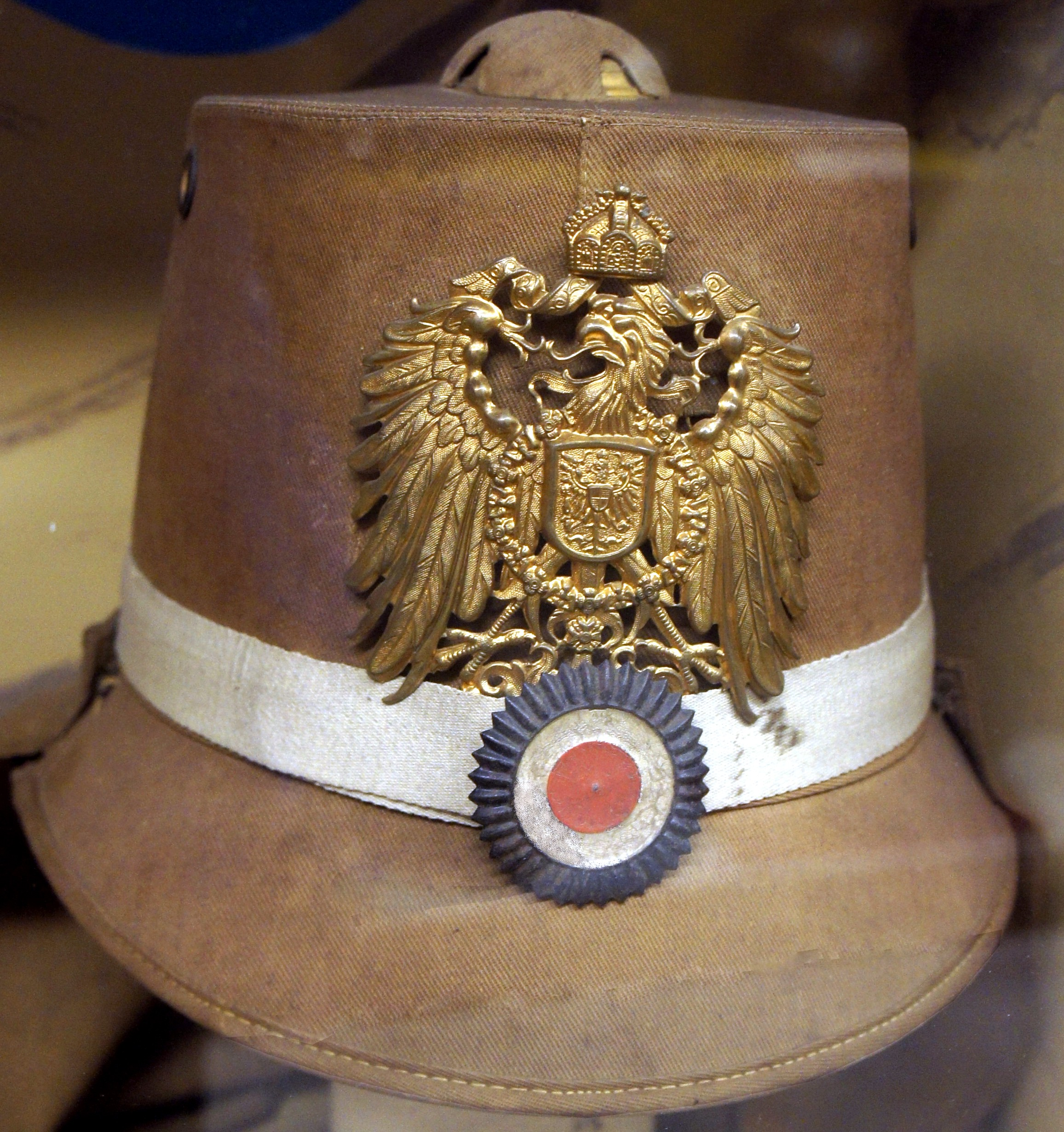
casque colonial, troupes du train, collection du Fort de la Pompelle.

## Troupes de Marine: lesSeebataillonen

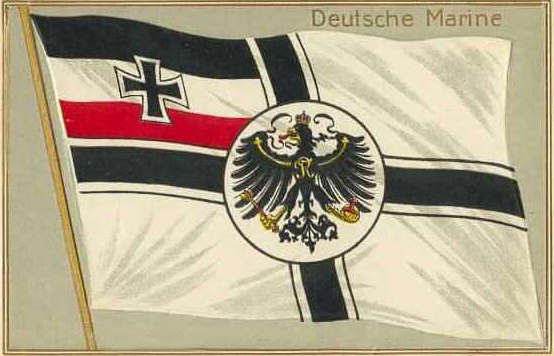
Pavillon de la Marine impériale - carte postale du début du XXe siècle

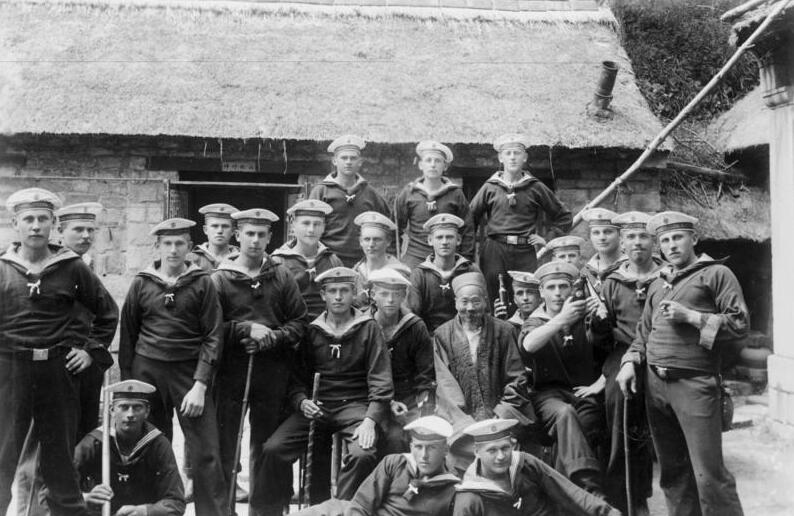
Artilleurs de la Marine impériale à Tsingtau en 1898.

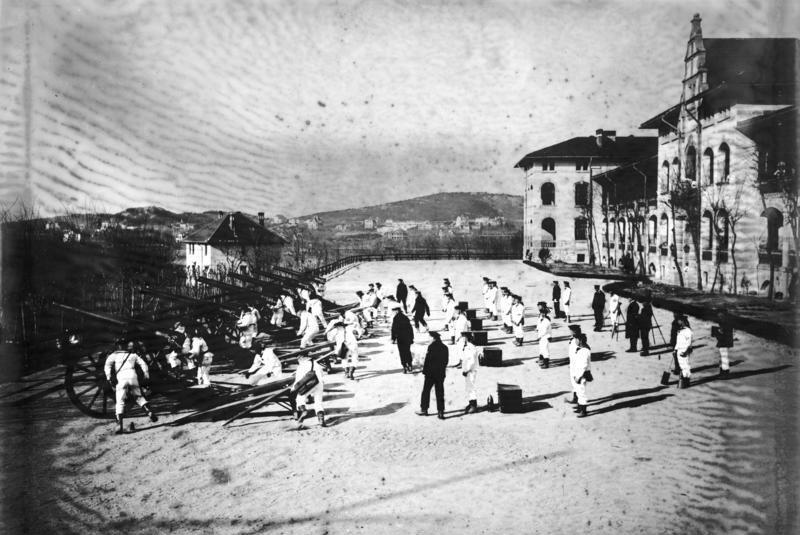
Feld-Batterie de marine à Tsingtau en 1908.

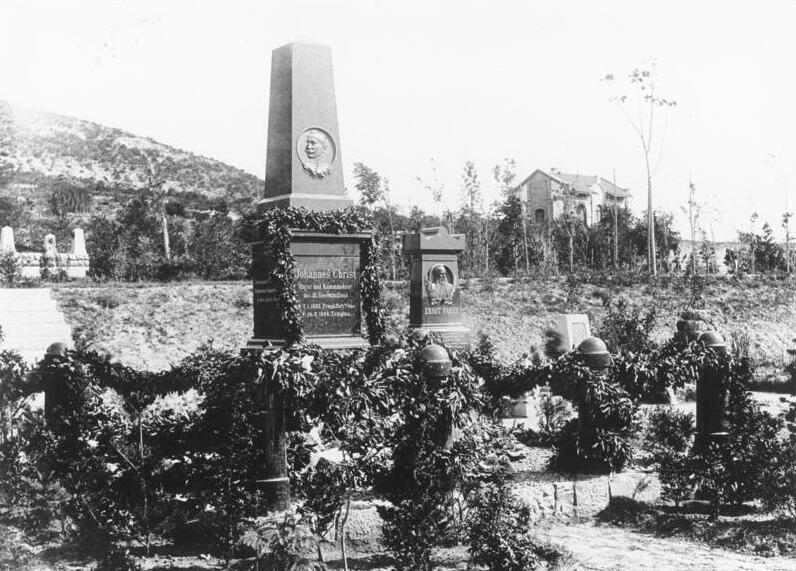
Tombe du Major Johannes Christ (1855-1902), Kommandeur du III. Seebataillon, à Tsingtau

Le premier Seebataillon (de) fut créé le 13 mai 1852 et était issu du Königlich Preusslichen Marinierkorps constitué deux ans plus tôt à Stettin, ses missions étant celles traditionnellement attribuées à l'infanterie de marine embarquée à bord des navires de guerre. En 1870, ce Seebataillon comptait cinq Kompanien aux effectifs de 222 officiers et 680 sous-officiers et hommes de troupes et était caserné à Kiel.
Après la fondation de l'Empire, cette unité fut intégrée à la Kaiserliche Marine et renforcée d'une compagnie supplémentaire.
Le premier octobre 1886, une moitié des effectifs fut transférée à Wilhelmshaven et le 12 mars 1889, chacune de ces garnisons devint un Seebataillon à part entière aux effectifs de quatre compagnies (I. et II. Seebataillon(en)). Décembre 1897 vit la création d'un III. Seebataillon - par réaffectation des 1. et 2. Kompanie du I. Seebataillon et des 3. et 4. Kompanie du II. Seebataillon - qui fut envoyé en garnison dans la toute nouvelle base navale chinoise de Tsingtau. En mai 1905, cette dernière unité fut complétée par un III. Stamseebataillon chargé de la formation et de l'entraînement du personnel mais qui resta basé en Allemagne (Cuxhaven).
Entre 1854 et 1881 - date de son intégration aux Seebataillonen - une Marine-Stabwache assurait également les missions de prévôté à bord des bâtiments de guerre. Un Ostasiatische-Marine-Detachement (OMD), constitué de fusiliers marins et de matelots, fut par ailleurs affecté à Pékin à la protection de la Légation allemande et à Tientsin.
Jusqu'en 1866, les officiers de l'infanterie de marine provenaient en fait de l'armée et servaient en général pour une durée de deux ans, les sous-officiers venant eux tout à la fois de l'armée et de la marine.
À partir de 1895, la Marine impériale n'embarqua plus de contingents d'infanterie de marine, celle-ci étant désormais affectée à la défense de l'empire colonial. Dès 1894, une compagnie prit déjà part à la répression de la mutinerie des auxiliaires indigènes au Kamerun. Lors de la révolte des Boxers en Chine (1900-1901), les I. et II. Seebataillonen, appuyés par une Pionierkompanie et une Feld-batterie au sein du Marine-Expeditionkorps, furent envoyés en Extrême-orient en renfort de leurs camarades du III. Seebataillon. En 1904, un bataillon de marche fut constitué et envoyé en soutien du Schutztruppe du Deutsch Südwest Afrika lors de la révolte des Herreros et en 1905/1906, un autre détachement vint ainsi renforcé de même la Schutztruppe de l'Afrique orientale allemande lors de la révolte des Maji-Maji notamment.
La Marine fournit également ponctuellement des détachement débarqués de Matrosen, notamment lors de la période de constitution des Protectorats avant la création des Seebataillonen. Les marins allemands prirent également une part très active aux campagnes contre les Boxers en Chine (cfr infra).
La révolte des Boxers débuta le 30 décembre 1899 par le meurtre de deux missionnaires anglais à Chinan. Émeutes et manifestations anti-étrangères se multiplièrent pendant les premiers mois de 1900 pour aboutir en mai au massacre d'une septantaine d'ouvriers chinois chrétiens travaillant au chemin de fer Pékin-Tientsin. Pressentant le drame, les diplomates étrangers firent monter à Pékin des troupes stationnées sur les navires de guerre en rades de Tientsin et Tsingtau pour protéger les Légations. Cinquante-deux Allemands, essentiellement des marins, se retrouvèrent ainsi faire partie de la garnison des Légations qui comptait quelque 430 combattants de huit nationalités différentes aux premiers jours de juin (début du siège). Le 11 juin, le vice-amiral britannique Edward Hobart Seymour prit la tête d'une force expéditionnaire de 2000 combattants (dont 512 Allemands) pour tenter de rompre le siège à partir de Tientsin. Au cours de cette tentative qui échoua, les marins allemands prirent une part prépondérante, aux côtés des Royal Marines britanniques, dans l'assaut et la prise de l'arsenal fortifié de Hsi-ku qui marqua en fin de compte le point d'arrêt de la colonne de secours.
- Iconographie

Photo 1 : Des marins et fusiliers marins posent pour une traditionnelle photo-souvenir exotique à Tsingtau en 1898. L'uniforme est constité d'une vareuse blanche et d'un pantalon bleu de Prusse.
Photo 2 : Prise d'armes à Tsingtau au début des années 1900 : on remarquera la présence de marins, de fantassins de marine et d'auxiliaires chinois.

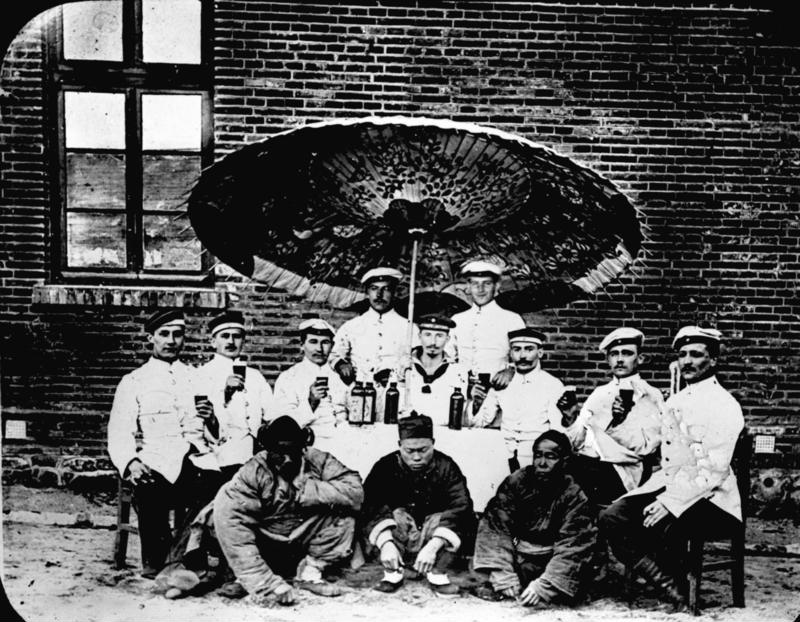
Photo 1
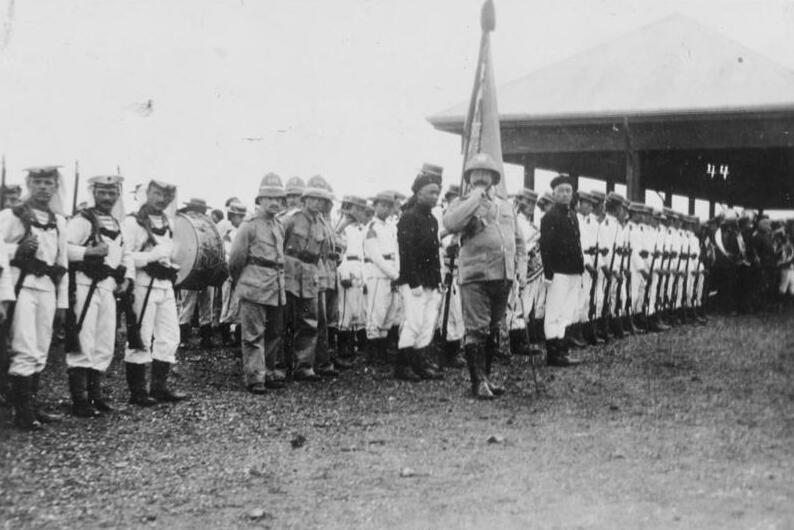
Photo 2
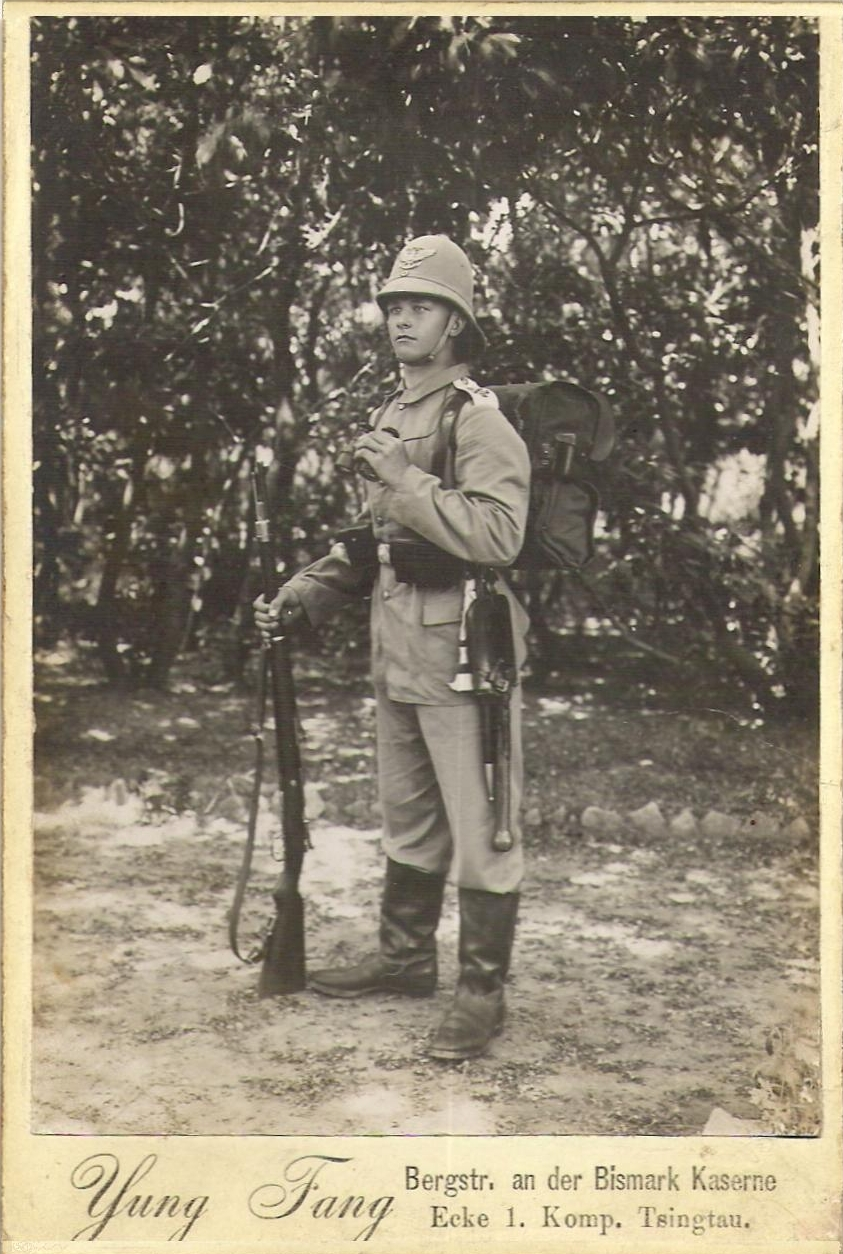
Photo 3
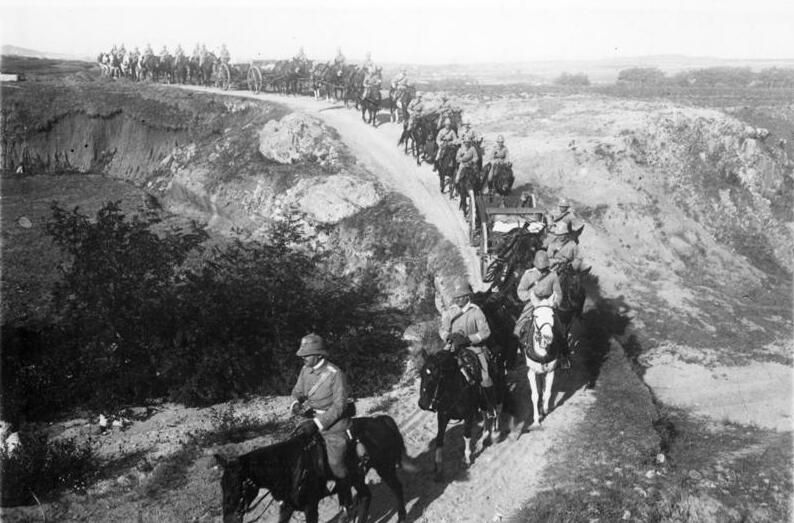
Photo 4

### Chine : la révolte des Boxers (1900-1901)

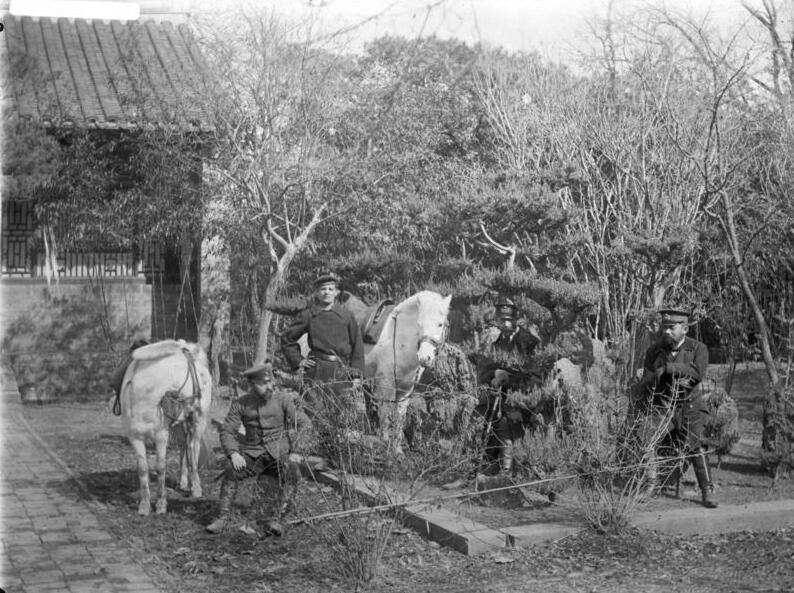
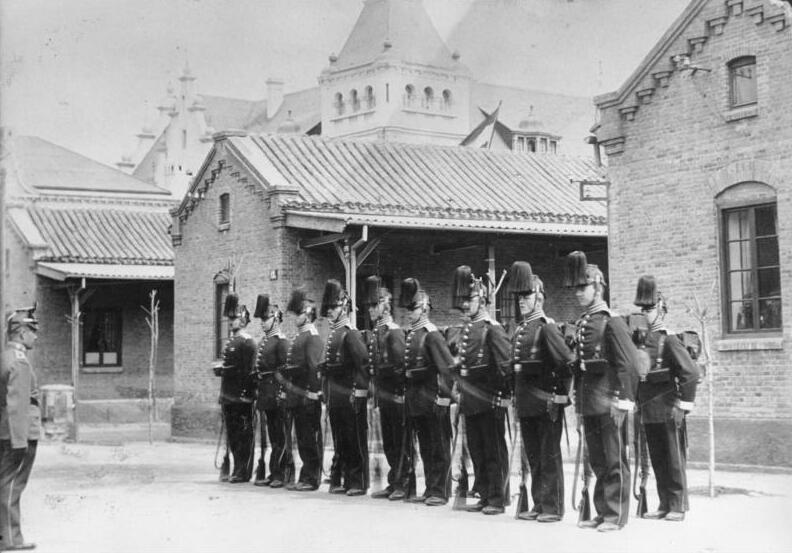
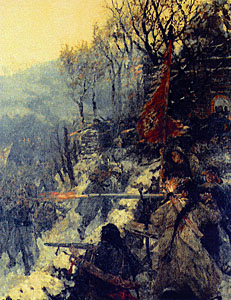
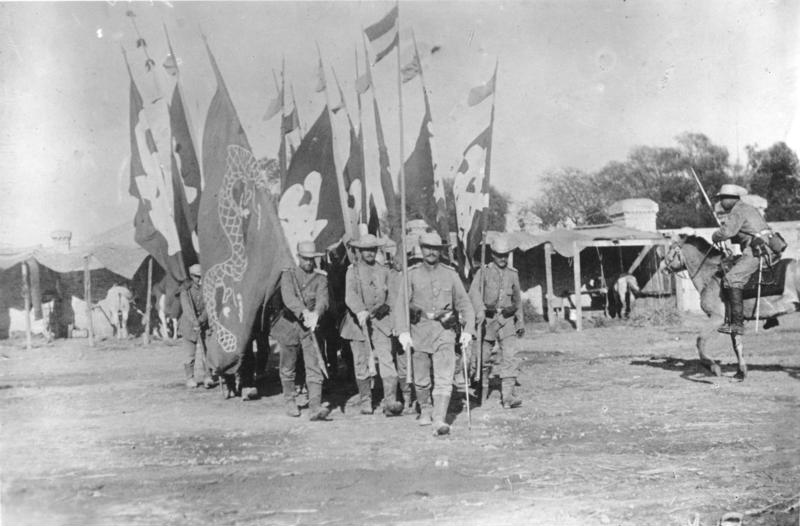

### Afrique : la « révolte » des Hereros et des Namas (1904-1908)

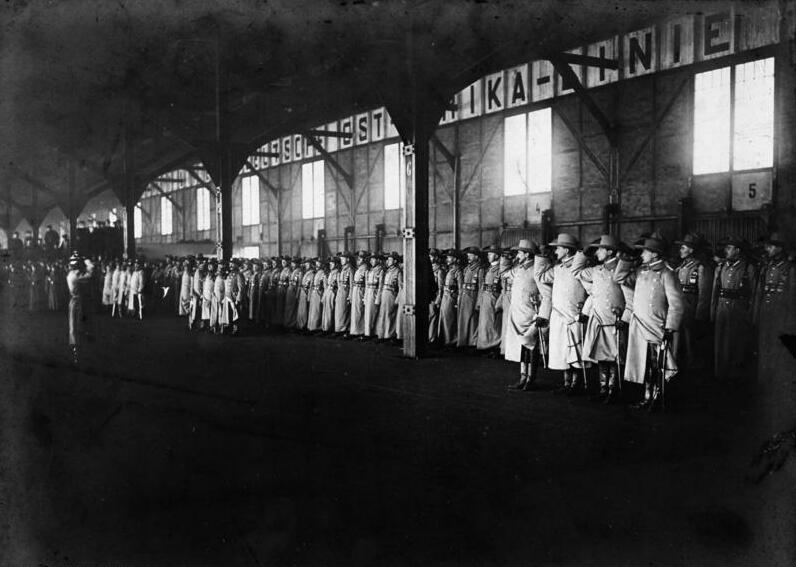
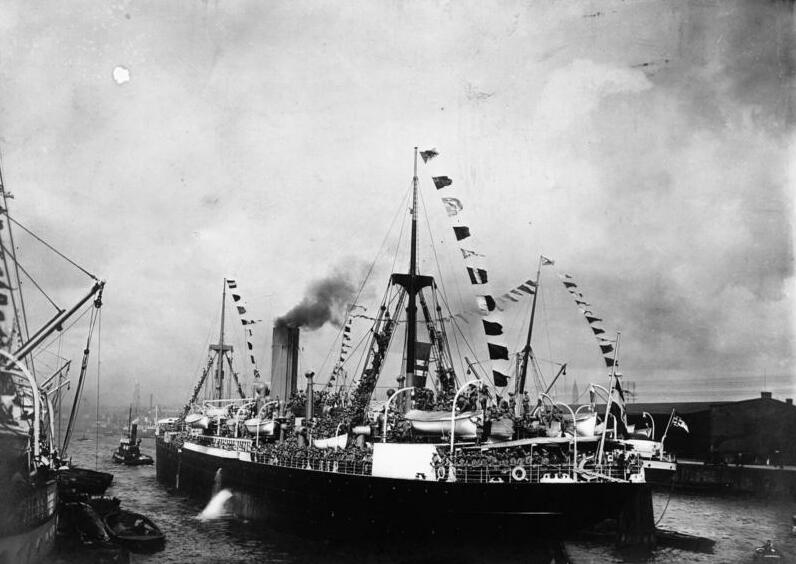
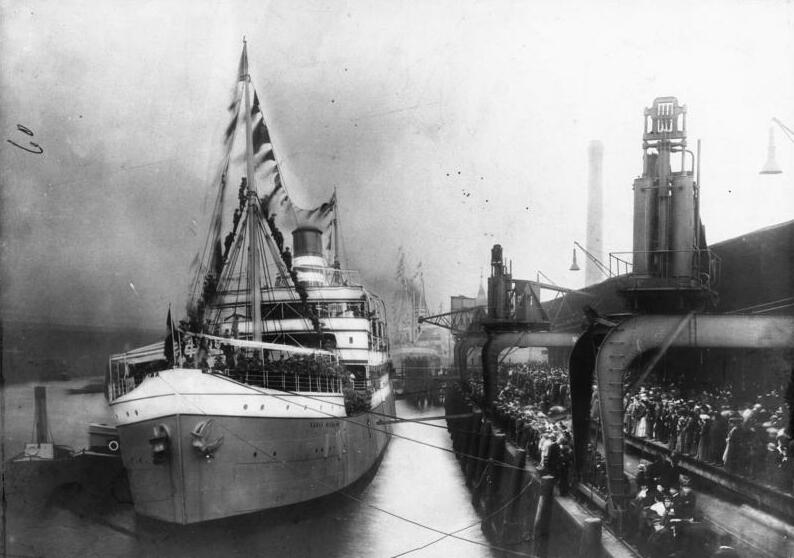
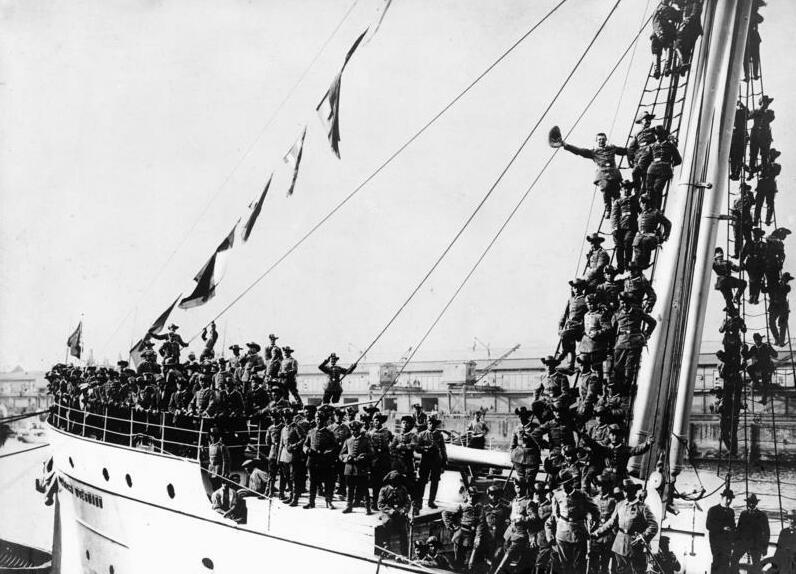

## Troupes coloniales allemandes et Askaris dans la Première Guerre mondiale

### Chine: le siège de Tsingtau (1914)

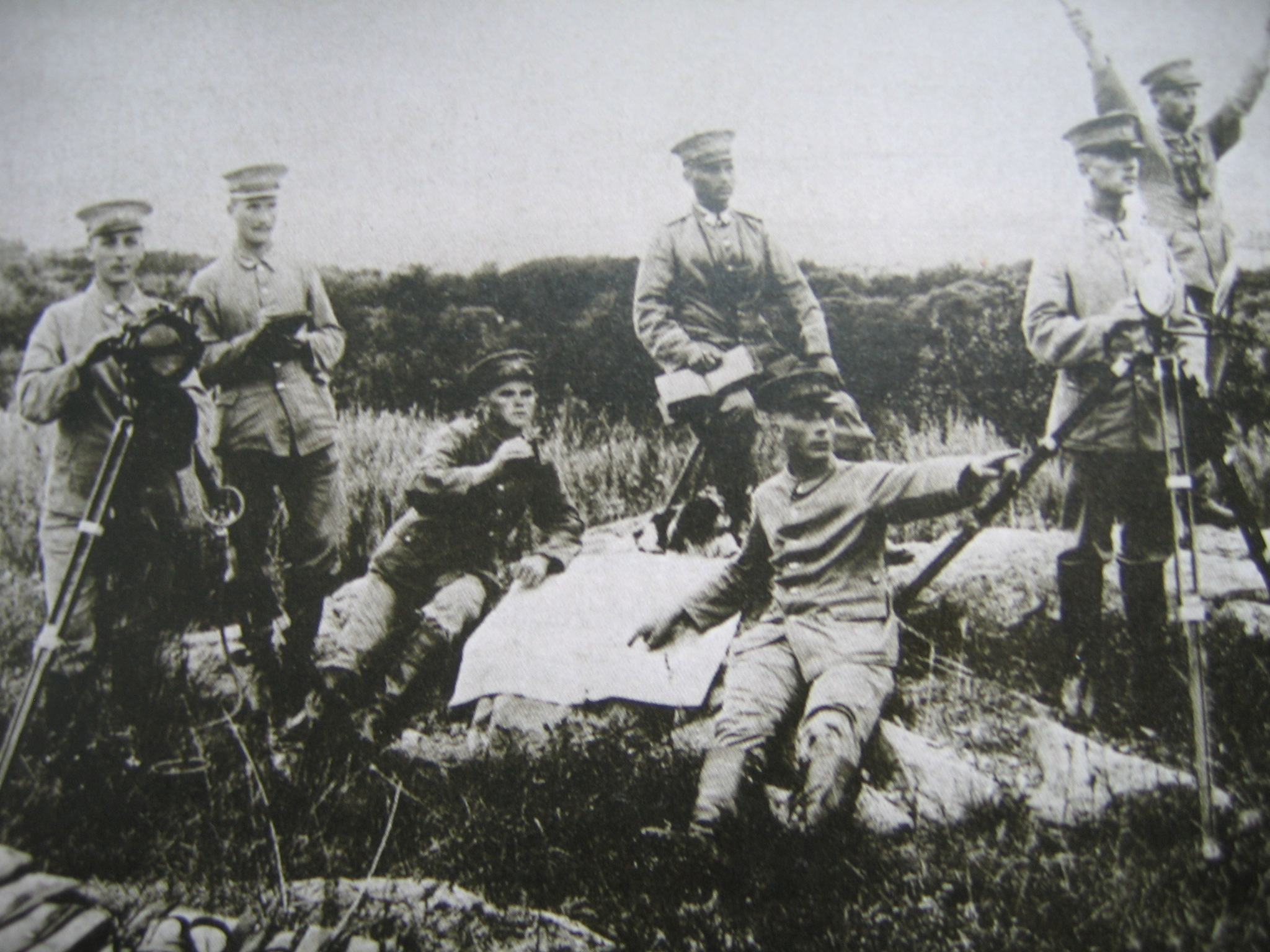
Soldats allemands dans la concession de Kiaotchou en 1914
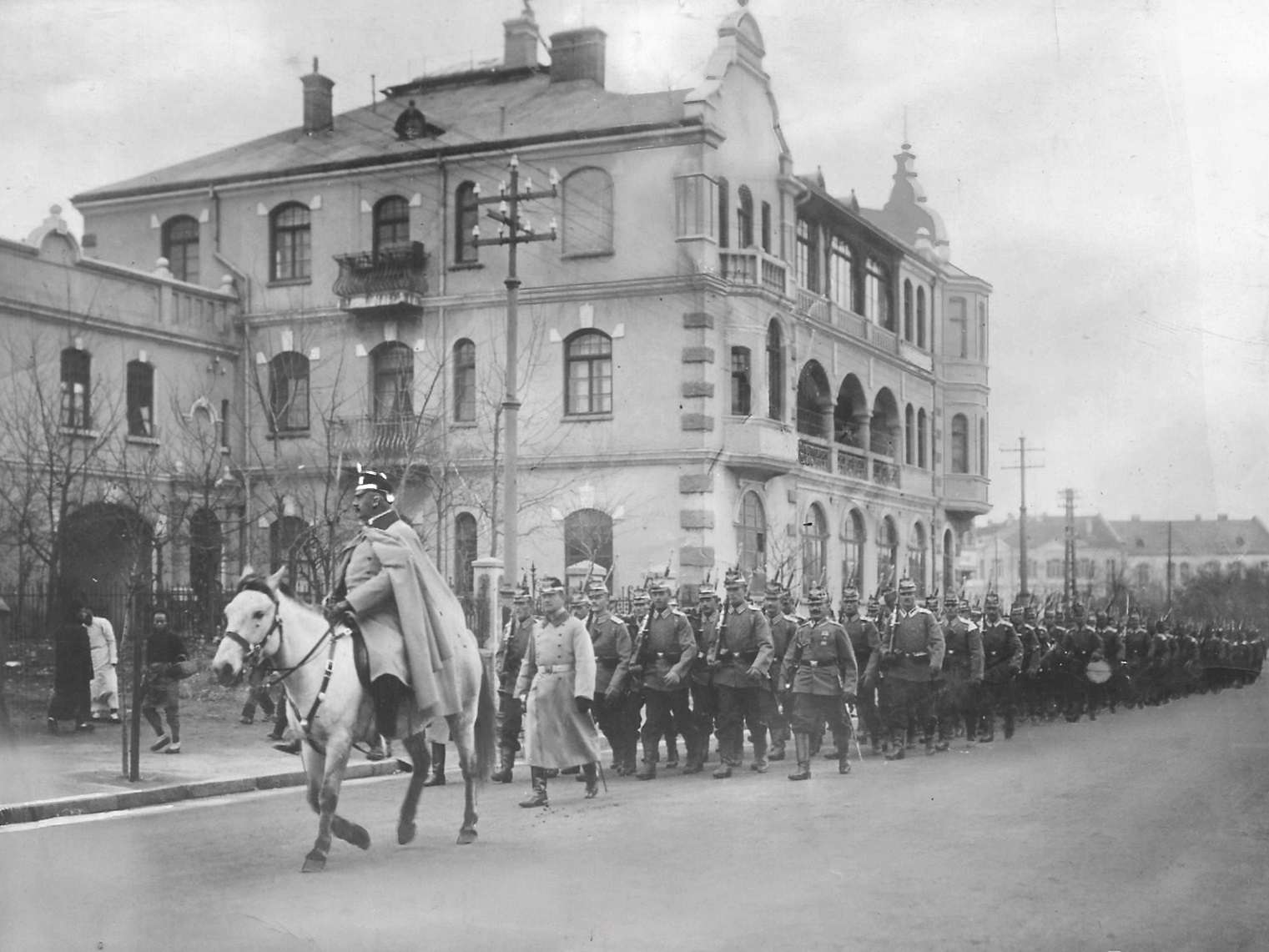
Des troupes allemandes défilent à Tsingtau en 1914
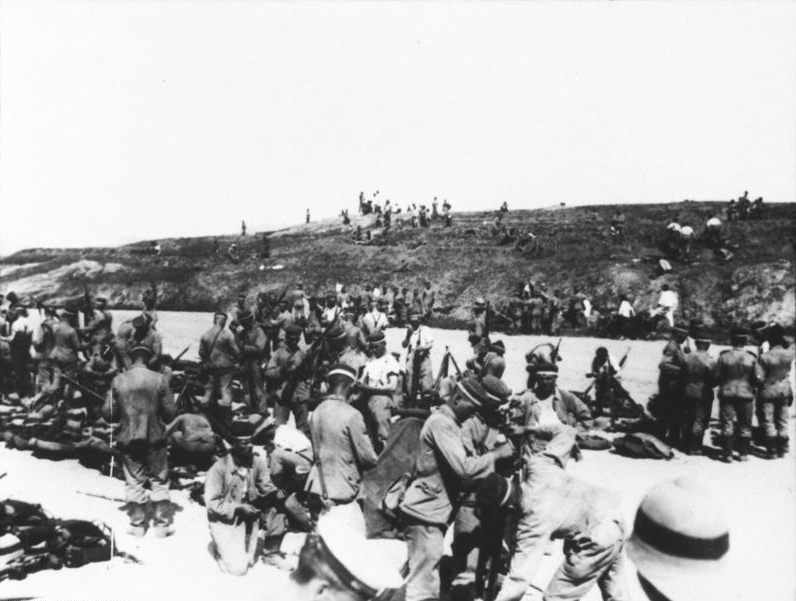
Positions allemandes pendant le siège de Tsingtau

### Afrique
Voir aussi

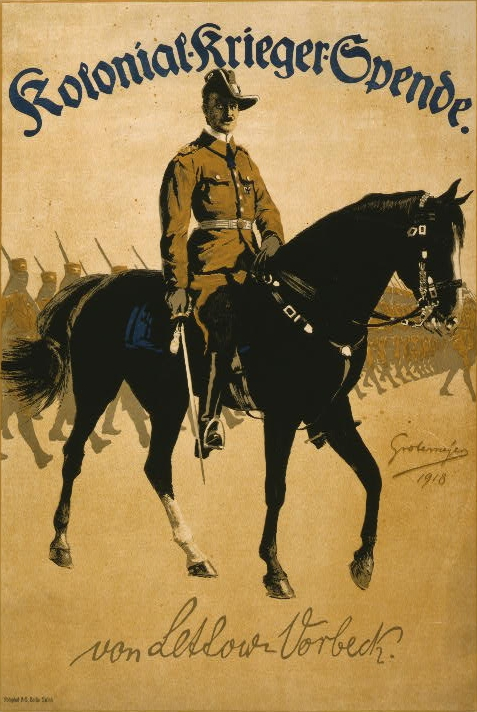
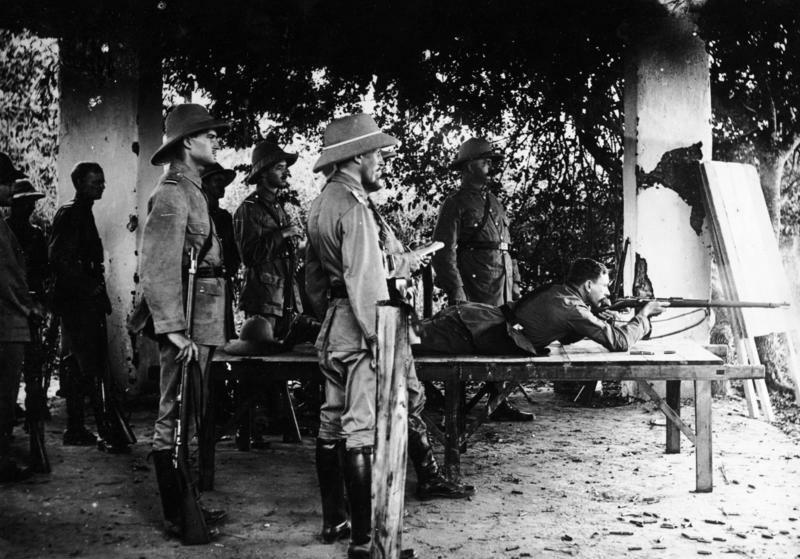
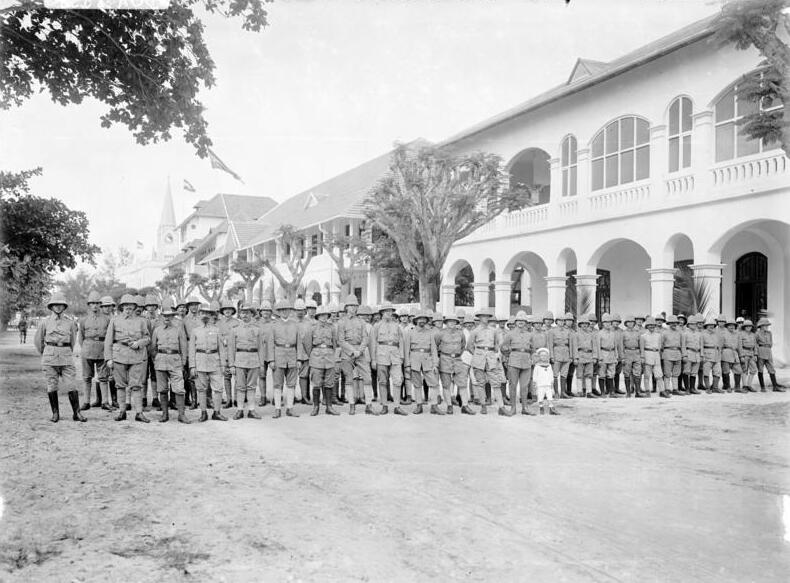
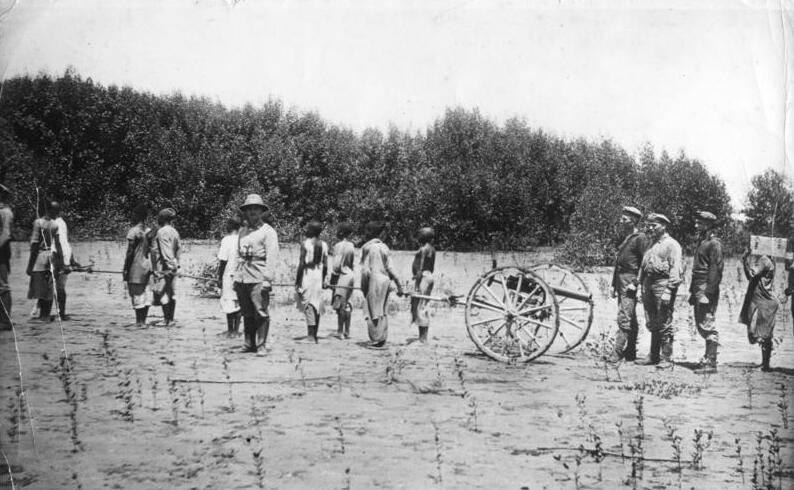

| - Théâtre africain de la Première Guerre mondiale - Campagne d'Afrique de l'Est (Première Guerre mondiale) - Campagne d'Afrique de l'Ouest (Première Guerre mondiale) - Bataille de Bukoba - Bataille de Gibeon | - Bataille de Jassin - Combat de Naulila - Bataille de Negomano - Bataille de Sandfontein - Bataille de Tanga |

### Troupes allemandes au Moyen-Orient

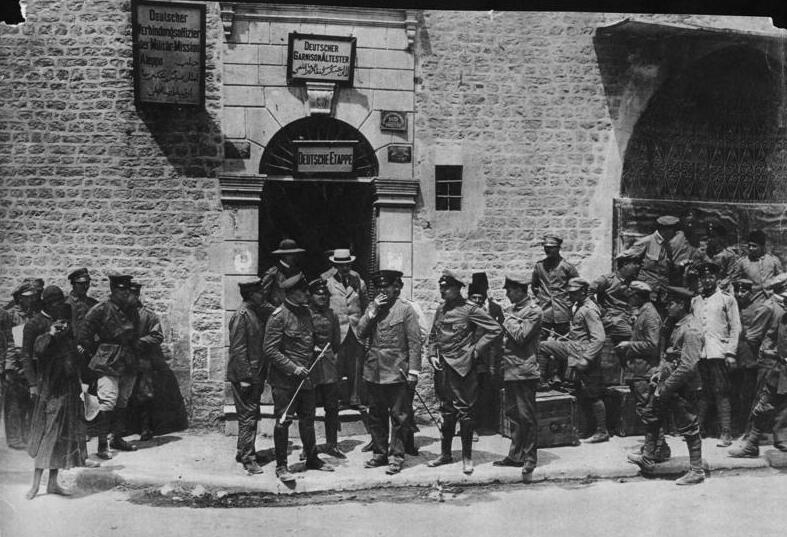

## Bibliographie

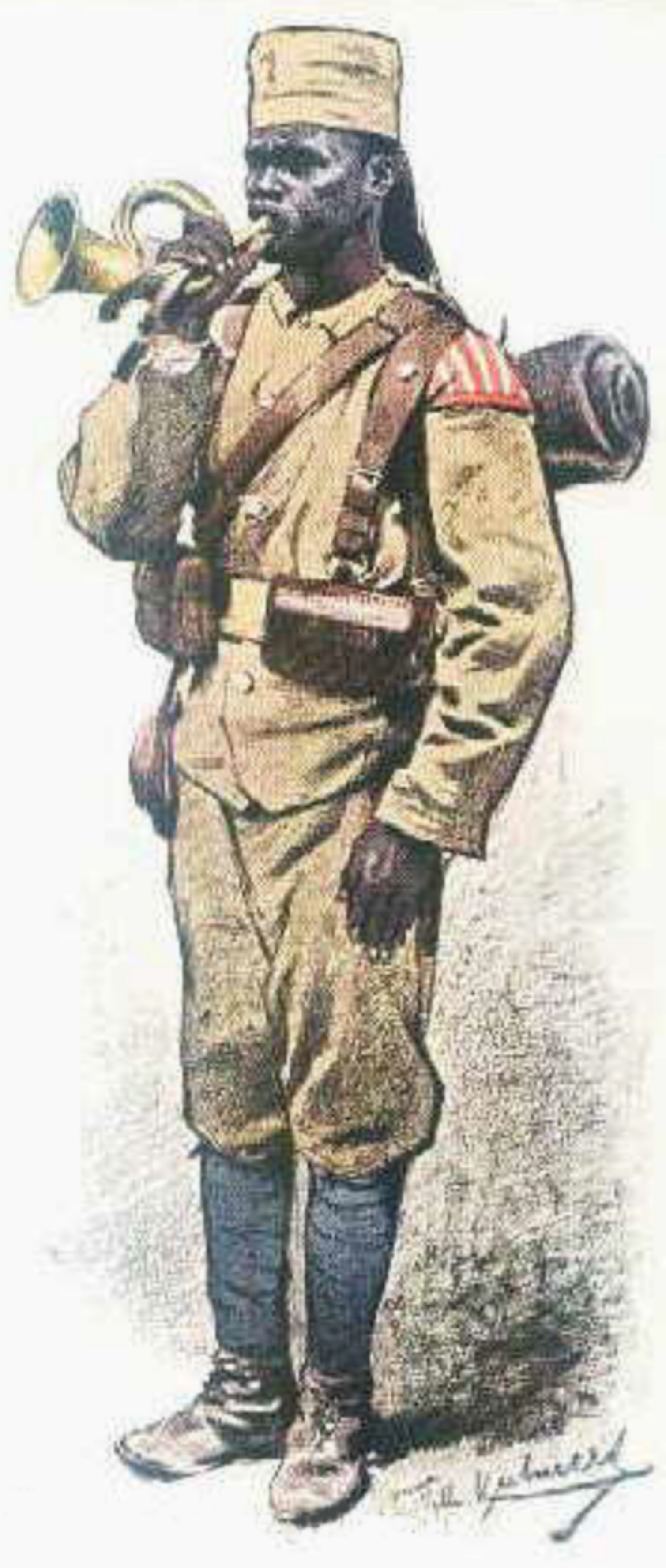
Askari Ostafrika Planche de Richard Knötel (1914)

### Ouvrages en français
- Pierre DECHARME : La colonisation allemande  - collection Bibliographies critiques  publiée par la Société d'Études Historiques, Albert Fontemoing éditeur, Paris 1900 (Livre en ligne)

Ce recueil bibliographique reprend quelques ouvrages ou périodiques en langue allemande relatifs aux questions militaires dans les colonies allemandes.

### Ouvrages en allemand
- Werner HAUPT : Deutschlands Schutzgebiete in Übersee 1884-1918; Germany’s Overseas Protectorates 1884-1918, Fribourg, Podzun-Pallas Verlag, 1984.
- Florian HOFFMAN : Okkupation und Militärverwaltung in Kamerun. Etablierung und Institutionalisierung des kolonialen Gewaltmonopols 1891-1914, Gottingern, Cuvillier, 2007.
- Thomas MORLANG : Askari und Fitafita. Farbige Söldner in den deutsche Kolonien, Berlin, 2008.

### Ouvrages en anglais
- Collectif : German Colonial Encyclopaedia, Volume III, p. 321ff, 1920.
- Peter ABBOTT et Raffaele RUGGERI : Armies in East Africa 1914–18 Osprey Publishing Ltd  Men-at-Arms Series no 379, Londres 2002 Présentation de l'ouvrage
- Lynn E. BODIN et Chris WARNER : The Boxer Rebellion Osprey Publishing Ltd Men-at-Arm Series no 95, Londres 1979 (Présentation de l'ouvrage).
- Byron FARWELL : The Great War in Africa, 1914–1918, New York, W. W. Norton & Company, 1989.
- Edwin P. HOYT : Guerilla. Colonel von Lettow-Vorbeck and Germany's East African Empire, New York, MacMillan Publishing Co., Inc. 1981; and London, Collier MacMillan Publishers, 1981.
- Werner KOPF : The German colonial force 1889/1918, Dörfler Publishing House.
- Bob MARION : The Boxer Uprising : série de huit articles in Military Modelling Vol 30 issues 6-7, 9 à 13 et 15 (2000), le septième article étant plus spécifiquement consacré au contingent allemand.

Cette série a été complétée par un article du Dr Jochen GIESLER : German Army Uniforms (MM vol. 31/no 6, 2001) basé sur les travaux du Dr Jürgen KRAUS du Bayerishes Armeemuseum d'Ingolstadt
- Charles MILLER : Battle for the Bundu: The First World War in German East Africa, London, Macdonald & Jane's, 1974; et New York, MacMillan Publishing Co., Inc. 1974.
- Wolfgang REITH : The Command Authorities of the Imperial Colonial Force in the Homeland, Almanach du soldat allemand: 2000 et 2001 (2 parties), Munich, Signal Publishing House.
- Johan Somers : Imperial German Field Uniforms and Equipment 1907-18  - Vol. 3, A Military History Schiffer Book 2007  (ISBN 9780764327780).
- Nigel THOMAS et Ramiro BUJEIRO : The German Army in World War I (3) 1917–18 Osprey Publishing Ltd Men-at-Arms Series no 419, Londres 2004 (Troisième opus de la mini-série consacrée à l'armée allemande pendant la 1GM) (Présentation de l'ouvrage).